# Kirchenbezirk Calw
Der Evangelische Kirchenbezirk Calw war bis zum 1. Januar 2019 einer von damals 48 Kirchenbezirken bzw. Kirchenkreisen der Evangelischen Landeskirche in Württemberg. Sein Gebiet war deckungsgleich mit dem Dekanat Calw. Zum genannten Stichtag wurde er mit dem seinerzeitigen Kirchenbezirk Nagold zum neuen Kirchenbezirk Calw-Nagold fusioniert.

## Geografie
Der Kirchenbezirk Calw lag im Westen der württembergischen Landeskirche. Sein Gebiet umfasste die Mitte und teilweise den Norden des Landkreises Calw, also die Städte und Gemeinden Althengstett, Bad Liebenzell, Bad Teinach-Zavelstein, Bad Wildbad (nur Stadtteil Aichelberg), Calw, Gechingen, Neubulach, Neuweiler, Oberreichenbach, Ostelsheim, Simmersfeld (nur Ortsteil Aichhalden), Simmozheim und Unterreichenbach (ohne Ortsteil Kapfenhardt).

### Nachbarkirchenbezirke
Der Kirchenbezirk Calw grenzte an folgende Kirchenbezirke der Prälatur Reutlingen beginnend im Nordosten: Leonberg, Böblingen, Nagold und Neuenbürg. Im äußersten Westen sowie im Nordosten hatte er jeweils eine kurze Grenze mit der Evangelischen Landeskirche in Baden.

## Geschichte
Das Gebiet des heutigen Dekanats bzw. Kirchenbezirks Calw gehörte zum alten Kernland Württembergs, das ab 1534 die Reformation einführte, so dass das Gebiet ganz evangelisch geprägt ist. Calw wurde 1555 Sitz eines Dekanats, damals als Specialsuperintendenz bezeichnet, das zum Generalat Maulbronn gehörte. Zum Dekan wurde der Stadtpfarrer von Calw ernannt. Mit diesem Amt ist es bis heute verbunden. Ab 1823 gehörte das Dekanat Calw zum Generalat Tübingen, seit 1913 zum Generalat Reutlingen, aus dem die heutige Prälatur Reutlingen hervorging.
Infolge der Auflösung einiger Kreise bzw. Oberämter in Württemberg 1939 wurden auch die kirchlichen Verwaltungsbezirke teilweise neu gegliedert. So wurde mit Wirkung vom 1. April 1939 die Kirchengemeinde Dachtel in den Kirchenbezirk Böblingen umgegliedert.
Bis 1981 gehörte auch die Kirchengemeinde Deckenpfronn zum Kirchenbezirk Calw. Mit Wirkung vom 1. Januar 1982 wurde sie in den Kirchenbezirk Herrenberg umgegliedert. Gleiches gilt für die Kirchengemeinde Aichelberg, die im Zusammenhang mit der Fusion der beiden Kirchenbezirke Calw und Nagold zum neuen Kirchenbezirk Calw-Nagold mit Wirkung vom 1. Januar 2019 in den Kirchenbezirk Neuenbürg umgegliedert wurde.

## Leitung des Kirchenbezirks
Die Leitung des Kirchenbezirks obliegt der Bezirkssynode, dem Kirchenbezirksausschuss (KBA) und dem Dekan. letzter Dekan ist seit 2004 Erich Hartmann (* 1960), der zugleich einer der Pfarrer an der Stadtkirche in Calw ist.

### Dekane des Kirchenbezirks Calw
- 1797–1814 Johann Ferdinand Gaum
- 1815–1818 Christian Martin Plieninger
- 1818–1824 Christian Karl August von Haas
- 1824–1857 Ludwig Friedrich Fischer
- 1857–1864 Urban Heberle
- 1865–1871 Karl Johann Friedrich von Lechler (1820–1903)
- 1871–1880 Karl Albert Friedrich Mezger (1818–1886)
- 1880–1887 Karl von Berg
- 1887–1896 Paulus von Braun
- 1896–1915 Hermann Friedrich Roos
- 1915–1927 Paul Wolfgang Zeller (1859–1932)
- 1928–1933 Friedrich Roos
- 1933–1942 Johannes Hermann
- 1943–1945 Alfred Brecht
- 1946–1951 Friedrich Höltzel (1898–1990)
- 1951–1961 Hansulrich Esche (1905–1974)
- 1961–1977 Karl Frey (* 1909)
- 1977–1991 Gerhard Wirth (* 1929)
- 1991–2003 Eberhard Dieterich (* 1938)
- Seit 2004 Erich Hartmann (* 1960)

## Kirchengemeinden
Im Kirchenbezirk Calw gibt es insgesamt 37 Kirchengemeinden. Dabei haben sich 19 Kirchengemeinden zu insgesamt sechs Gesamtkirchengemeinden zusammengeschlossen, bleiben aber weiterhin eigenständige Körperschaften des öffentlichen Rechts. Die jeweils in Klammern hinter dem Namen der Kirchengemeinde angegebenen Gemeindegliederzahlen beziehen sich auf das Jahr 2005 und sind gerundet.
Das Gebiet des Kirchenbezirks Calw ist überwiegend evangelisch geprägt. Es gibt daher fast in jedem Dorf auch eine evangelische Kirchengemeinde und eine meist alte Kirche. In den meisten Orten zogen Katholiken überwiegend erst nach dem Zweiten Weltkrieg zu.

### Kirchengemeinde Altburg & Oberreichenbach

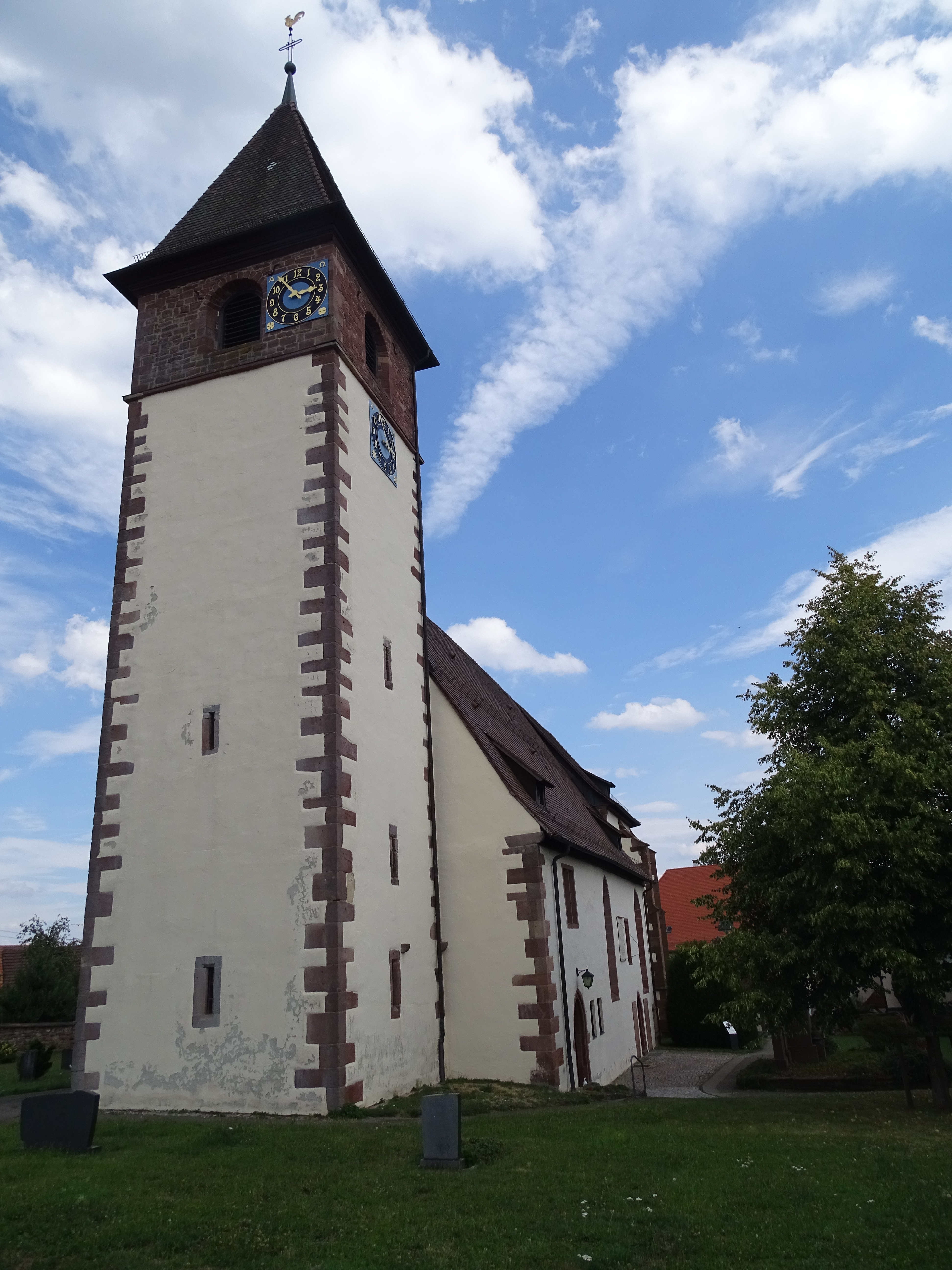
Martinskirche Altburg

Die Kirchengemeinde Altburg & Oberreichenbach umfasst den Stadtteil Altburg der Stadt Calw sowie den Hauptort der Gemeinde Oberreichenbach. Die Oberreichenbacher Ortsteile Würzbach, Oberkollbach (seit 1951) und Igelsloch bilden eigenständige Kirchengemeinden.
Kirchlich gehörte Altburg als Filiale zu Althengstett, ab 1515 zu Calw. 1573 wurde Altburg eigene Pfarrei, zu der bis ins 20. Jahrhundert auch Oberkollbach gehörte, bevor dort 1975 eine eigene Pfarrei errichtet wurde. Der älteste Teil der als Wehrkirche erbauten Martinskirche ist der Turm aus dem 12. Jahrhundert. Der netzgewölbte Chor und die Südwand sind mit spätgotischen Wandmalereien versehen. Im Jahr 1534 wurde das Kirchspiel Altburg durch die Reformation in Württemberg evangelisch. Danach, wohl noch Ende des 16. Jahrhunderts, wurde die Kirche ohne Raumerweiterung durch Einbau einer dreiseitigen Umlaufempore im Schiff und einer Nord- und Ost-Empore im Chor einschließlich ebenerdiger Chorbestuhlung mit zahlreichen Sitzplätzen ausgestattet, die alle auf die Kanzel südlich innen am Chorbogen ausgerichtet waren; der Altar stand frei. Diese bis 1954 gültige Einrichtung entsprach den Erfordernissen der württembergischen Kirchen- und Gottesdienstordnung ab der Reformation, wonach im Zentrum des Gottesdienstes die Wortverkündigung stehen sollte – ein Beispiel für die Einrichtung einer Querkirche im vorhandenen Baubestand. Bei der Renovierung 1954 wurden die Choremporen und die Südempore entfernt und eine neue, zum Schiff gerichtete Kanzel sowie im Chorscheitel-Fenster ein Glasgemälde von Adolf Valentin Saile mit dem Motiv des Gnadenstuhls eingebaut. Auch eine Chororgel wurde aufgestellt.
Im zugehörigen Oberreichenbach gibt es seit 1970 die Lukaskirche in Zeltform mit später angebautem Gemeindehaus. Ebenfalls Adolf Valentin Saile schuf für den Neubau das Tauffenster mit dem Motiv des Tauf- und Missionsauftrags Christi sowie ein Wandmosaik zum Gleichnis vom verlorenen Sohn.
Die Altburger Ortsteile Weltenschwann und Speßhardt wurden erst durch Bekanntmachung des Oberkirchenrats vom 12. April 1956 der Kirchengemeinde Altburg zugeordnet. Bis dahin gehörten sie zur Kirchengemeinde Zavelstein. Im Gegenzug wurde der Ort Alzenberg von der Kirchengemeinde Altburg gelöst und der Bergkirchengemeinde Calw zugeordnet.

### Kirchengemeinde Althengstett

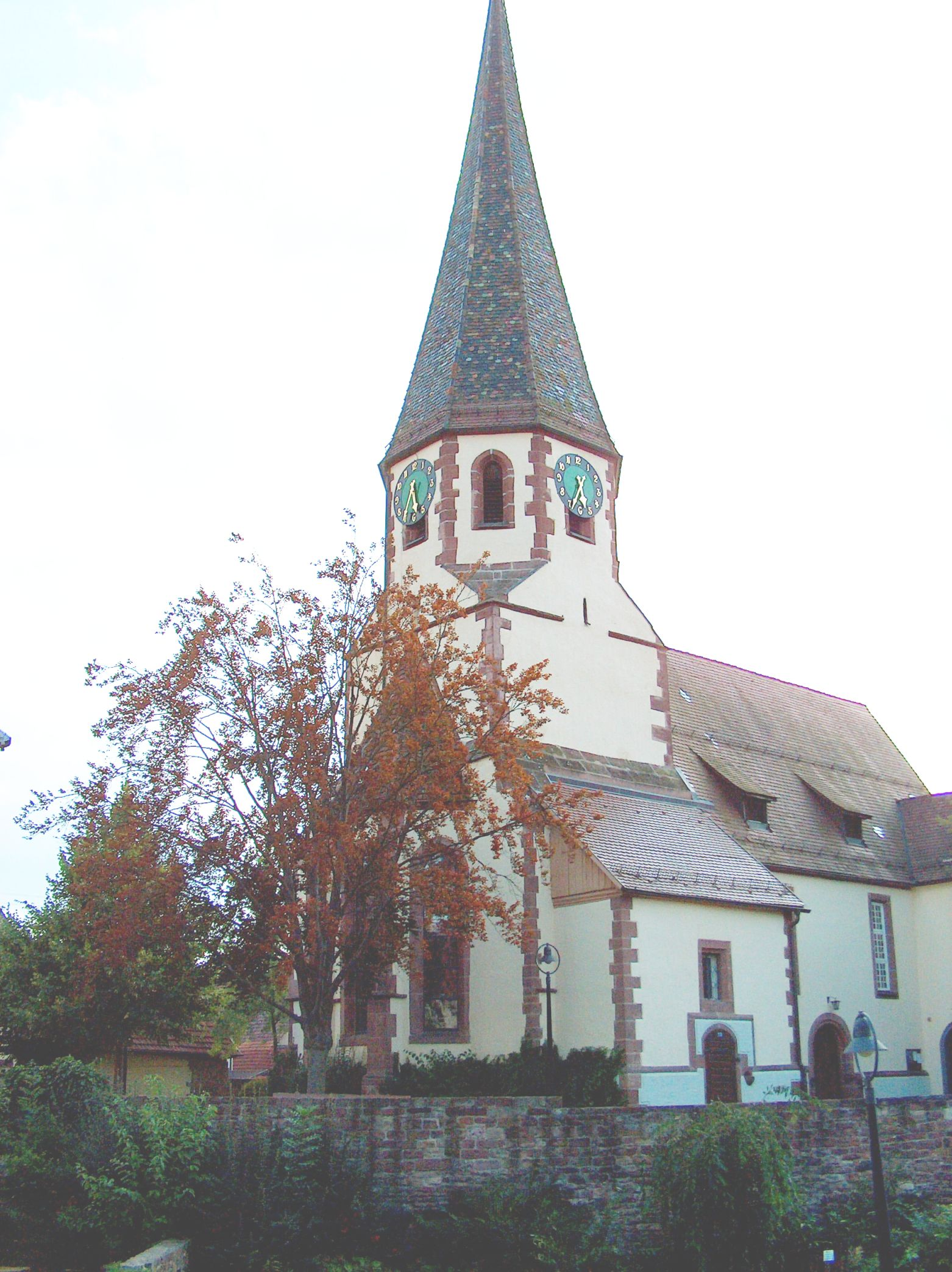
Evang. Kirche Althengstett

Die Kirchengemeinde Althengstett umfasst den Hauptort der Gemeinde Althengstett. Die Kirche in Althengstett, ab 1310 als Marien und Markuskirche bekannt, war Mutterkirche für Calw und Altburg. Sie wurde 1049 neu erbaut. Das Patronat hatten zunächst die Grafen von Calw, dann die Grafen von Eberstein-Zweibrücken, die es an Württemberg verkauften. 1342 wurde es an das Kloster Hirsau abgegeben. Die Kirche war ursprünglich von einem Kirchhof umgeben. Im Mittelalter war die Markuskirche eine Wehrkirche. An der Westseite war eine kleine Burg angebaut, die von einem Wassergraben umgeben war. Die Burg wurde aber 1595 abgetragen. Der Turm der Kirche ist noch hochmittelalterlich, der netzgewölbte Chor wurde in spätgotischer Zeit angebaut. Das Langhaus wurde mehrfach umgestaltet. Die letzte große Renovierung und Umgestaltung war 1956/57. Damals wurde die im Chor befindliche Orgelempore entfernt, die neue Orgel tiefer eingebaut, so dass die von Professor Rudolf Yelin d. J. gestalteten Farbfenster besser zur Geltung kommen (links: Christus als Gärtner, ungläubiger Thomas; Mitte: Himmelfahrt, himmlisches Jerusalem; rechts: Emmaus, Pfingsten).
Die Kirchengemeinde Althengstett hat seit 1974 auch ein Gemeindehaus, das 1999 erweitert wurde. Es dient den zahlreichen Gruppen und Kreisen, darunter Posaunenchor, Kirchenchor und Begräbnischor als Treffpunkt und Probenraum.

### Kirchengemeinde Bad Liebenzell

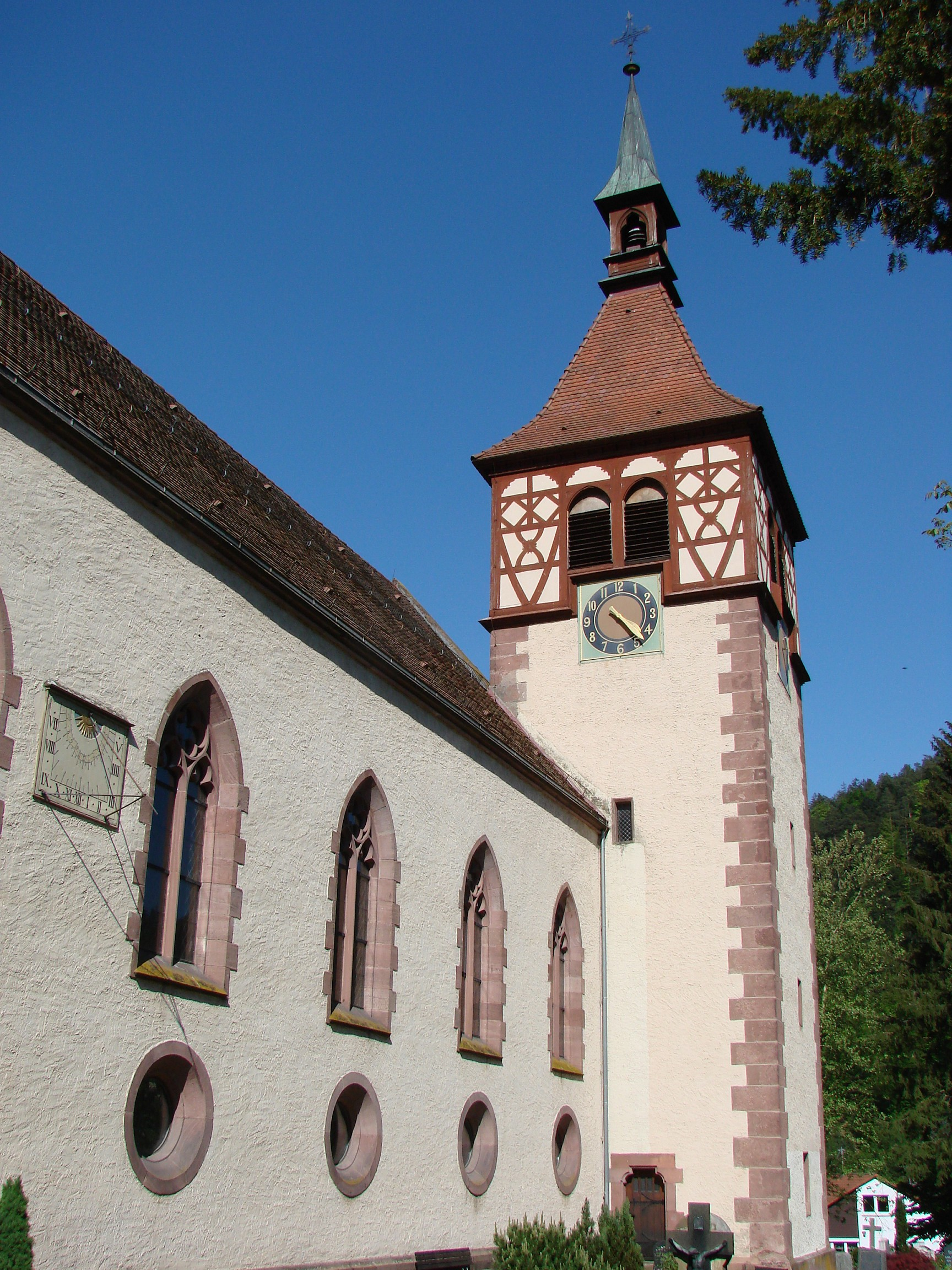
Evang. St. Blasiuskirche Bad Liebenzell

Die Kirchengemeinde Bad Liebenzell umfasst die Kernstadt und den Ortsteil Monbachtal der Stadt Bad Liebenzell. Kirchlich gehörte Liebenzell evtl. zu Möttlingen, doch wurde Liebenzell sehr früh eine eigene Pfarrei, zu der mehrere Dörfer des Umlandes gehörten. Eine Kirche wurde in einer Schenkung Utas an Hirsau bereits erwähnt. 1423 wird sie als St. Blasiuskirche bezeichnet. Hirsau trat das Patronat nach der Reformation 1556 an Baden, dieses 1603 an Württemberg ab. Die Kirche hat noch einen frühgotischen Chor und einen spätromanischen Turm, ansonsten wurde die Kirche von 1891 bis 1893 von Oberbaurat Karl von Sauter neu erbaut und von der Münchner Hofglasmalerei Gustav van Treeck mit ornamentaler und figürlicher Glasmalerei ausgestattet (im Chor: Kreuzigungsgruppe). Die ursprünglich zugehörigen Dörfer wurden meist nach der Reformation zu eigenen Pfarreien erhoben. Mit Wirkung vom 6. Dezember 1993 wurde die Kirchengemeinde Liebenzell in „Kirchengemeinde Bad Liebenzell“ umbenannt.
Monbachtal wurde erst durch Gesetz vom 5. September 1989 von der Evangelischen Landeskirche in Baden in die württembergische Landeskirche umgegliedert und wurde der Kirchengemeinde Bad Liebenzell angegliedert.
Bis 1969 gehörten auch Maisenbach und Beinberg als Filialkirchengemeinden zur Gesamtkirchengemeinde Bad Liebenzell. Durch Bekanntmachung des Oberkirchenrats vom 23. April 1969 wurden sie aus dem Verband der Gesamtkirchengemeinde Bad Liebenzell gelöst und zu selbständigen Kirchengemeinden erhoben. Unterlengenhardt gehörte noch bis 1974 als Filialkirchengemeinde zu Bad Liebenzell. Durch Bekanntmachung des Oberkirchenrats vom 30. Juni 1975 wurde die Filialkirchengemeinde Unterlengenhardt ebenfalls von der Gesamtkirchengemeinde Bad Liebenzell gelöst und der neu gebildeten Gesamtkirchengemeinde Maisenbach angegliedert. Damit war die bisherige Gesamtkirchengemeinde Bad Liebenzell gegenstandslos geworden.
1902 ließ sich in Bad Liebenzell der 1899 in Hamburg gegründete deutsche Zweig der China-Inland-Mission nieder. Dieser wurde 1906 als Liebenzeller Mission eine selbständige Einrichtung. Aus der Liebenzeller Mission entstand 1933 der Liebenzeller Gemeinschaftsverband (LGV), ein Verband innerhalb der Evangelischen Kirche in Deutschland, der über ein Netz von Gemeinschaften im südlichen Deutschland verfügt.
Bis 1920 gehörte auch die Filialkirchengemeinde Ernstmühl zur Gesamtkirchengemeinde Liebenzell. Durch Bekanntmachung des Konsistoriums vom 19. Juli 1920 wurde Ernstmühl vom Verband der Kirchengemeinde Liebenzell losgelöst und der Gesamtkirchengemeinde Hirsau zugeordnet, durch weitere Bekanntmachung des Oberkirchenrats vom 7. April 1927 aber mit der Kirchengemeinde Hirsau vereinigt.

### Kirchengemeinde Bad Teinach

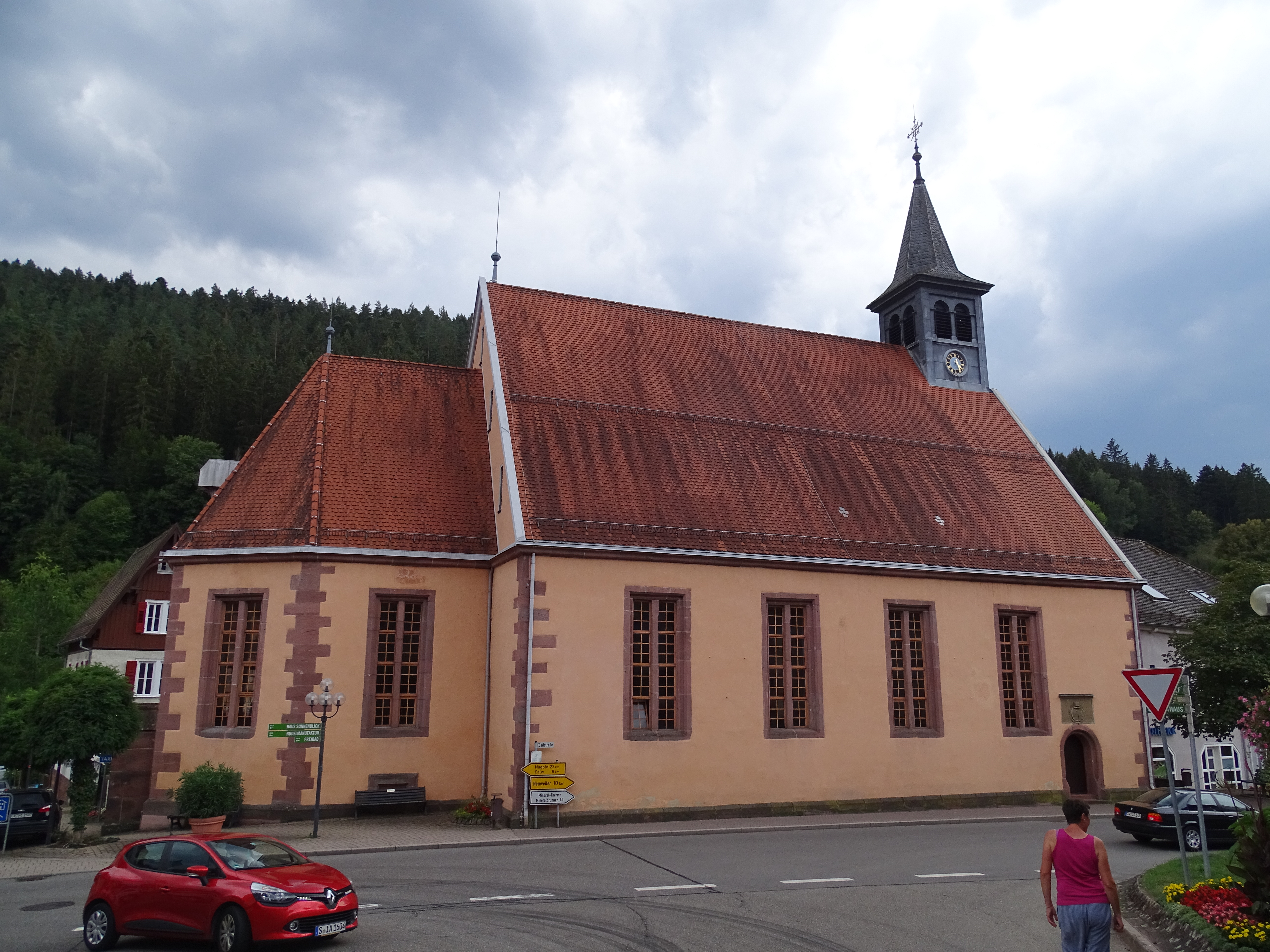
Dreifaltigkeitskirche Bad Teinach

Die Kirchengemeinde Bad Teinach umfasst die Stadtteile Bad Teinach, Emberg und Schmieh der Stadt Bad Teinach-Zavelstein. Mit Wirkung vom 7. April 1992 wurde die Kirchengemeinde Teinach in „Kirchengemeinde Bad Teinach“ umbenannt. Bis 2001 bildete die Kirchengemeinde Bad Teinach dann mit den Kirchengemeinden Emberg und Schmieh die Gesamtkirchengemeinde Bad Teinach. Am 27. Juni 2001 wurden die Kirchengemeinden Emberg und Schmieh aufgelöst und mit der Kirchengemeinde Bad Teinach vereinigt. Gleichzeitig wurde die bisherige Gesamtkirchengemeinde Bad Teinach aufgelöst.
1652/55 stiftete Herzog Eberhard III. von Württemberg eine Kirche in Teinach, einer damals noch sehr kleinen Siedlung um das herrschaftliche Bad nahe der Stadt Zavelstein, vorrangig für den Hofstaat und die illustren Badegäste. Baumeister war Matthias Weiß. In der Teinacher Dreifaltigkeitskirche befindet sich in einem Flügelbildschrein von Joh. Fr. Gruber die kabbalistische Lehrtafel der Prinzessin Antonia von Württemberg, die den christlichen Glauben durch ein Paradiesbild und ein Bild des Brautzuges der Sulamith darstellt (Führungen von April bis Oktober jeden Donnerstag um 15 Uhr).
Die Gemeinde wurde zunächst von Zavelstein aus betreut. 1818 wurde Bad Teinach eine eigenständige politische Gemeinde. Eine eigene Pfarrei wurde in Teinach aber erst 1891 errichtet. Von ihr werden seither auch die Orte Emberg und Schmieh (bis dato zur Pfarrei Kentheim, Stadtteil Sommenhardt gehörig) betreut. In Schmieh und Emberg gibt es jedoch eigene, 1965/66 erbaute Filialkirchen: die Kirche Schmieh mit Glasmalerei des Künstlers Wolf-Dieter Kohler, die Auferstehungskirche Emberg in achteckiger Zelt-Bauform.
Für die Jugendarbeit der Kirchengemeinde ist der EC Emberg verantwortlich.
Durch Bekanntmachung des Oberkirchenrats vom 26. Februar 1987 wurden die Gebiete Bahnhof Bad Teinach, Elektrizitätswerk und Marmorwerk sowie Teinacher Tal der Kirchengemeinde Bad Teinach zugeordnet. Sie gehörten zuvor zu den Kirchengemeinden Altbulach, Liebelsberg, Sommenhardt bzw. Stammheim.

### Petruskirchengemeinde Beinberg, Maisenbach-Zainen, Unterlengenhardt
Die Evangelische Petruskirchengemeinde umfasst die Stadtteile Maisenbach, Beinberg und Unterlengenhardt der Stadt Bad Liebenzell.
Beinberg gehörte kirchlich stets zu Liebenzell. 1959 wurde eine eigene Kirche, die Friedenskirche, erbaut und auch eine eigene Filialkirchengemeinde innerhalb der Gesamtkirchengemeinde Bad Liebenzell errichtet. Die Glaskünstlerin Anna-Dorothea Kunz-Saile schuf 1964/65 bleiverglaste Farbfenster (Eingangsbereich: Gleichnis vom verlorenen Sohn, Chor: Der Auferstandene erscheint seinen Jüngern).
Auch Maisenbach gehörte kirchlich stets zu Liebenzell. 1967 wurde in Maisenbach eine eigene Kirche, die Christuskirche, erbaut und vom Stuttgarter Glaskünstler Wolf-Dieter Kohler mit farbiger Bleiverglasung ausgestattet. Auch eine eigene Filialkirchengemeinde wurde im Rahmen der Gesamtkirchengemeinde Bad Liebenzell errichtet.
Durch Bekanntmachung des Oberkirchenrats vom 23. April 1969 schieden die Kirchengemeinden Beinberg und Maisenbach aus dem Verband der Gesamtkirchengemeinde Bad Liebenzell aus. Beide wurden zu selbständigen Kirchengemeinden erhoben.
Auch Unterlengenhardt gehörte stets zu Liebenzell. 1984 wurde in Unterlengenhardt ein evangelisches Gemeindezentrum errichtet und auch eine eigene Filialkirchengemeinde innerhalb der Gesamtkirchengemeinde Bad Liebenzell gegründet.
Durch Bekanntmachung des Oberkirchenrats vom 30. Juni 1975 wurde die Kirchengemeinde Beinberg dann zusammen mit der Kirchengemeinde Maisenbach und der bis dahin noch zur Gesamtkirchengemeinde Bad Liebenzell gehörigen Filialkirchengemeinde Unterlengenhardt zur neuen Gesamtkirchengemeinde Maisenbach zusammengeschlossen. Die drei Kirchengemeinden wurden zum 1. Januar 2017 aufgelöst, gleichzeitig wurde die Gesamtkirchengemeinde umbenannt in Evangelische Petruskirchengemeinde Maisenbach.

### Gesamtkirchengemeinde Calw
Die Gesamtkirchengemeinde Calw umfasst die Kernstadt und die Stadtteile Alzenberg, Heumaden und Wimberg der Stadt Calw. Sie wurde durch Bekanntmachung des Oberkirchenrats vom 10. Juli 1957 gebildet, als die bis dahin alleinige Kirchengemeinde Calw in zunächst zwei Teilkirchengemeinden, nämlich die Stadtkirchengemeinde und die Bergkirchengemeinde aufgeteilt und diese in der neuen Gesamtkirchengemeinde Calw zusammengeschlossen wurden. Das Kultusministerium hatte die neue Gesamtkirchengemeinde Calw und deren Teilkirchengemeinden mit Schreiben vom 4. Dezember 1956 als Körperschaften des öffentlichen Rechts anerkannt. 1971 wurde dann noch die Versöhnungskirchengemeinde Calw-Heumaden gebildet, so dass die Gesamtkirchengemeinde Calw seither aus drei Teilkirchengemeinden besteht. Zu jeder der drei Teilkirchengemeinden gehört ein Pfarramt. Hinzu kommt noch die Stelle eines Militärpfarrers für den nahe gelegenen Standort der Bundeswehr.

#### Stadtkirchengemeinde Calw

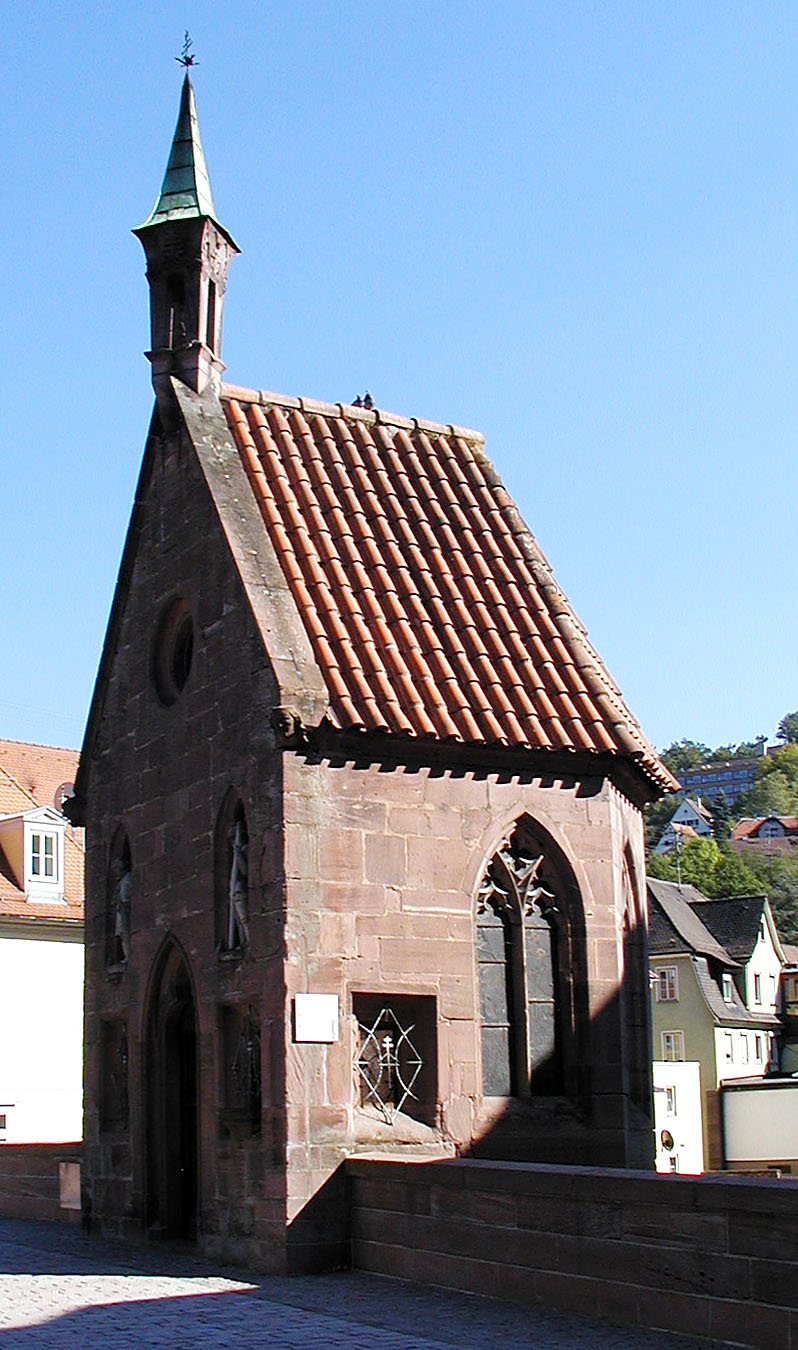
Nikolauskapelle Calw

Die Stadtkirchengemeinde Calw umfasst die Altstadt von Calw. Kirchlich gehörte Calw zunächst zu Althengstett. 1275 ist eine Kirche mit einem Dekan in Calw bezeugt. Das Patronatsrecht kam über die Grafen von Calw und von Berg an Württemberg. 1342 wurde die Kirche dem Kloster Hirsau inkorporiert. 1525 wird die Kirche mit St. Peter und Paul bezeichnet. Württemberg führte zwischen 1535 und 1555 die Reformation ein und machte die Stadt zum Sitz eines Dekanats (Specialsuperintendenz).
Das Schiff der heutigen Stadtkirche St. Peter und Paul  wurde nach einem Brand 1692, nachfolgendem sehr sparsamen und unvollkommenem jahrzehntelangem Aufbau und schließlich 1884 Abriss wegen Baufälligkeit von Hofbaudirektor Felix von Berner 1885–1888 in neugotischem Stil neu erbaut. Dabei wurden der frühgotische Chor der Vorgängerkirche und der Turmstumpf beibehalten. Bis 1914 wurden für den Chor mehrere Glasgemälde (Themen: Mose und Propheten; Leben, Leiden und Auferstehung Jesu; Westrosette: David mit Harfe) gestiftet und von den Münchner Werkstätten Franz Xaver Zettler und Mayer gefertigt. Weitere neutestamentliche Themen in den Fenstern unter den Seitenemporen schuf 1930–1933 und 1959 Rudolf Yelin d. J. Zum Bestand an sakralen Gebäuden gehört in Calw auch die gotische Nikolauskapelle (erbaut 1400) auf der Nikolausbrücke über die Nagold, 1861 saniert und bei der Renovierung 1925 von den jungen Künstlern Ernst Yelin und Rudolf Yelin mit Skulptur und Glaskunst ausgestaltet. Da die Gemeinde nach dem Zweiten Weltkrieg anwuchs, wurde 1955 im zugehörigen Stadtteil Wimberg die Bergkirche erbaut. Daher wurde die damalige Kirchengemeinde Calw in zwei Teilkirchengemeinden, die Stadtkirchengemeinde und die Bergkirchengemeinde geteilt. 1971 wurde dann im Stadtteil Heumaden noch die Versöhnungskirche erbaut und auch dort eine selbständige Teilkirchengemeinde innerhalb der Gesamtkirchengemeinde Calw errichtet.

#### Bergkirchengemeinde Calw

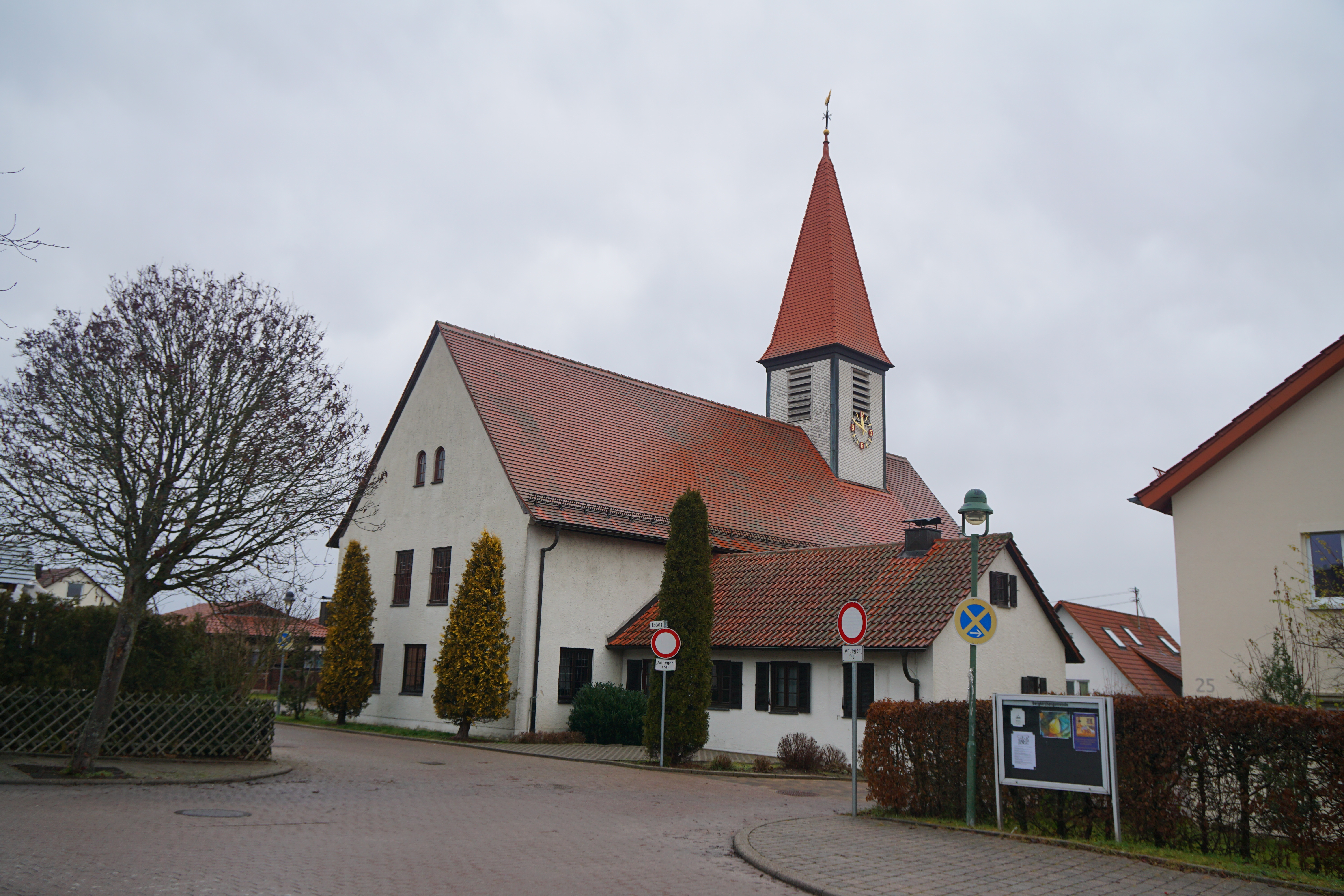
Kirche in Wimberg

Die Bergkirchengemeinde Calw umfasst die Stadtteile Wimberg und Alzenberg der Stadt Calw. Kirchlich gehörte Alzenberg zunächst zu Calw bzw. später zu Altburg. Auch Wimberg wurde als Neubausiedlung von Calw aus kirchlich betreut. 1955 wurde jedoch in Wimberg von Architekt Hermann Hornbacher eine eigene Kirche, die Bergkirche, erbaut und die Chorfenster von Rudolf Yelin d. J. mit Glasgemälden von neutestamentlichen Berg-Ereignissen gestaltet. Durch Bekanntmachung des Oberkirchenrats vom 10. Juli 1957 wurde dann die selbständige Bergkirchengemeinde Calw gebildet, als die bis dahin alleinige Kirchengemeinde Calw in damals zwei Teilkirchengemeinden aufgeteilt und diese in der neuen Gesamtkirchengemeinde Calw zusammengeschlossen wurden. Bereits durch Bekanntmachung des Oberkirchenrats vom 12. April 1956 war Alzenberg von der Kirchengemeinde Altburg der Bergkirchengemeinde Calw zugeordnet worden.

#### Versöhnungskirchengemeinde Calw-Heumaden

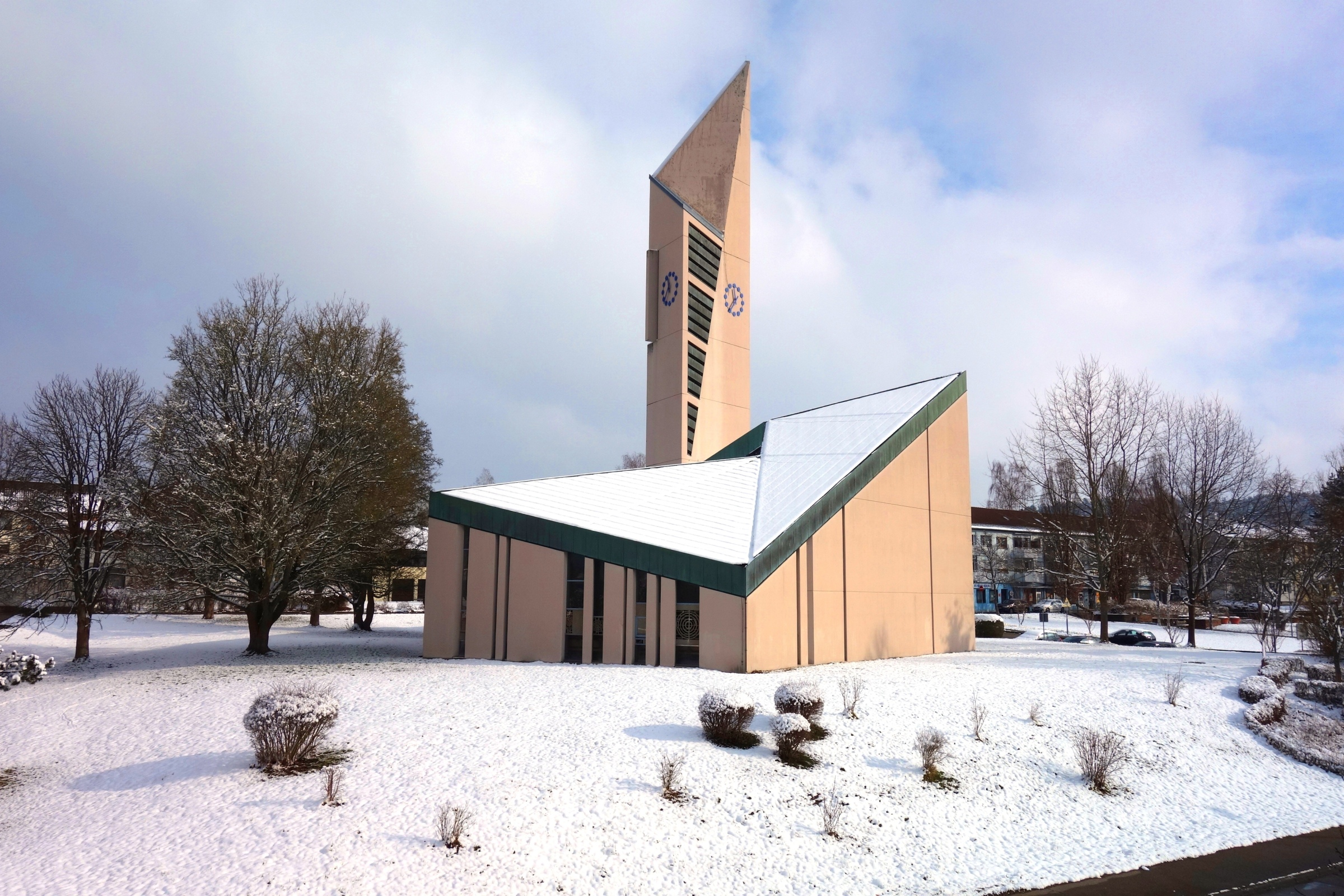
Versöhnungskirche Calw-Heumaden

Die Versöhnungskirchengemeinde Calw-Heumaden umfasst den Stadtteil Heumaden der Stadt Calw. Kirchlich gehörte Heumaden stets zu Calw. Am 26. August 1962 wurde der erste Gottesdienst in Heumaden gefeiert, in einem provisorischen Montagegemeindehaus. 1965 wurde die eigene Kirche, die Versöhnungskirche, durch Architekt Heinz Rall – mit Beton-Dickglas-Fenstern von Gerhard Dreher und einem Kruzifix von Albrecht Kneer – gebaut. Durch Bekanntmachung des Oberkirchenrats vom 29. Januar 1971 wurde auch eine eigene Kirchengemeinde innerhalb der Gesamtkirchengemeinde Calw errichtet. Das Kultusministerium hatte die neue Kirchengemeinde mit Schreiben vom 5. Oktober 1970 als Körperschaft des öffentlichen Rechts anerkannt.

### Kirchengemeinde Gechingen

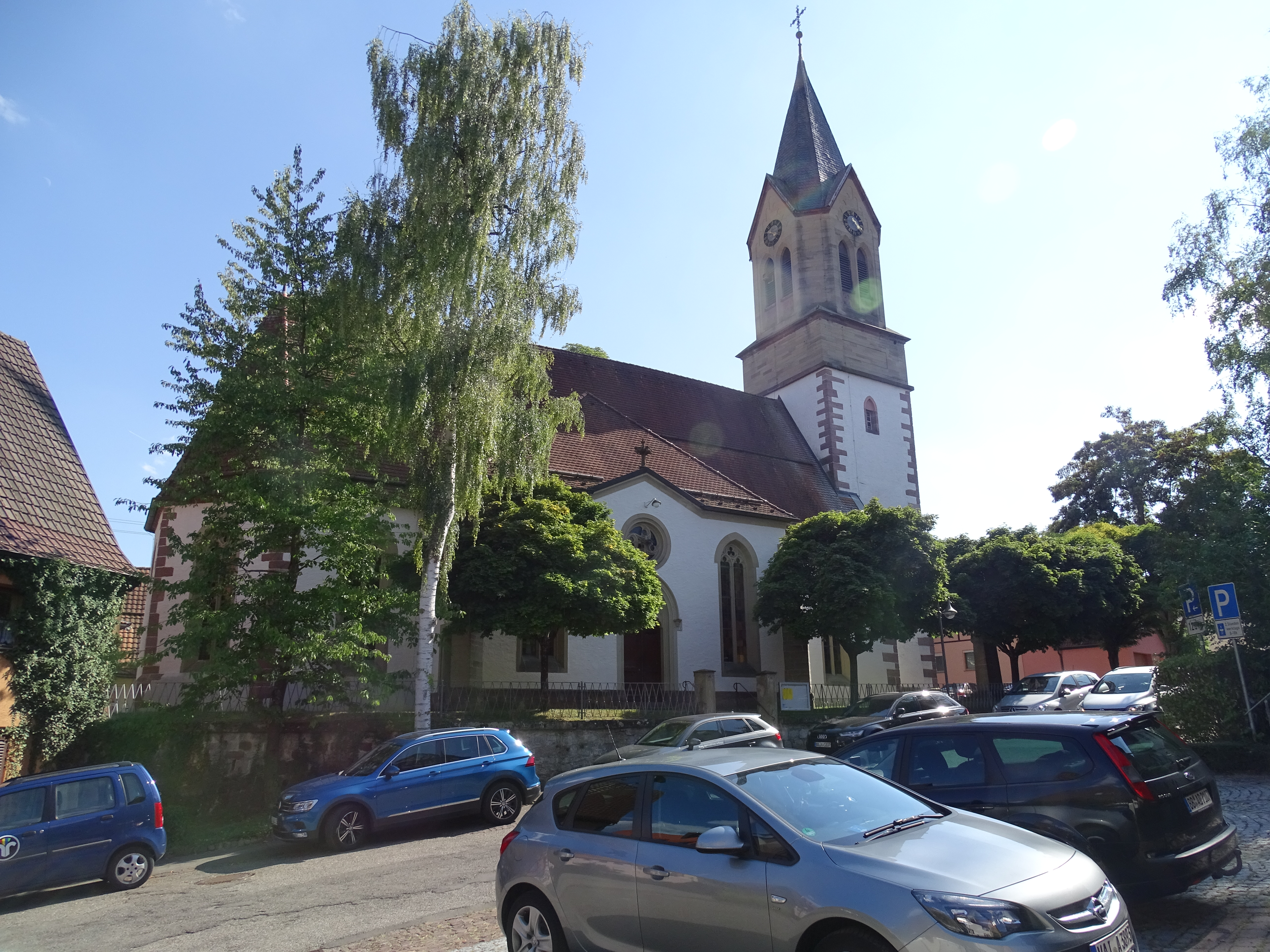
Martinskirche Gechingen

Die Kirchengemeinde Gechingen umfasst die Gemeinde Gechingen. Die 1481 errichtete Martinskirche hatte offenbar ein Vorgängerbauwerk. Der Kirchenname erinnert an Martin von Tours (um 316–397), daher ist es wahrscheinlich, dass die erste Kirche in fränkischer Zeit, also um 700 entstand, da Martin der Schutzheilige Frankens war. Das Patronat hatten zum Teil Baden und die Truchsessen von Waldeck inne, die es 1417/28 an Württemberg übergaben. Der badische Anteil wurde 1453 dem katholischen Chorherrenstift Baden-Baden einverleibt. Erst 1806 gelangte die bereits 1534 mit der Reformation protestantisch gewordene Kirche an Württemberg. Die spätgotische Kirche erhielt 1568 einen Turm und 1743 ein neues Langhaus. 1865 bis 1867 wurde die Kirche um 120 Plätze vergrößert. Der Kirchturm wurde 1876 von 24 auf 42 Meter erhöht. Das dreistimmige Geläut wurde im Jahr 1495 von dem Heilbronner Glockengießer Bernhart Lachaman gegossen. Die kleinste Glocke musste sowohl im Ersten Weltkrieg als auch – nach Neuguss – im Zweiten Weltkrieg zur Rüstungsproduktion abgeliefert werden. 1951 wurde das Geläut wieder vervollständigt durch einen erneuten Guss der kleinen Glocke durch die Gießerei Kurtz in Stuttgart. Bei einem Luftangriff gegen Ende des Zweiten Weltkriegs wurde die Kirche erheblich beschädigt, zu einer Instandsetzung kam es erst Anfang der 1950er Jahre. In diesem Zusammenhang schuf der Stuttgarter Glaskünstler Wolf-Dieter Kohler 1954 das bleiverglaste Rundfenster über dem Altar. Es enthält als zeitgeschichtlich sprechendes Bekenntnis nach NS-Zeit und Krieg in der Mitte das Zeichen des wahren Herrn der Welt, die Majestas Domini, umgeben von vier biblischen Szenen: Sündenfall sowie Geburt, Taufe und Kreuzabnahme Jesu.

### Kirchengemeinde Hirsau

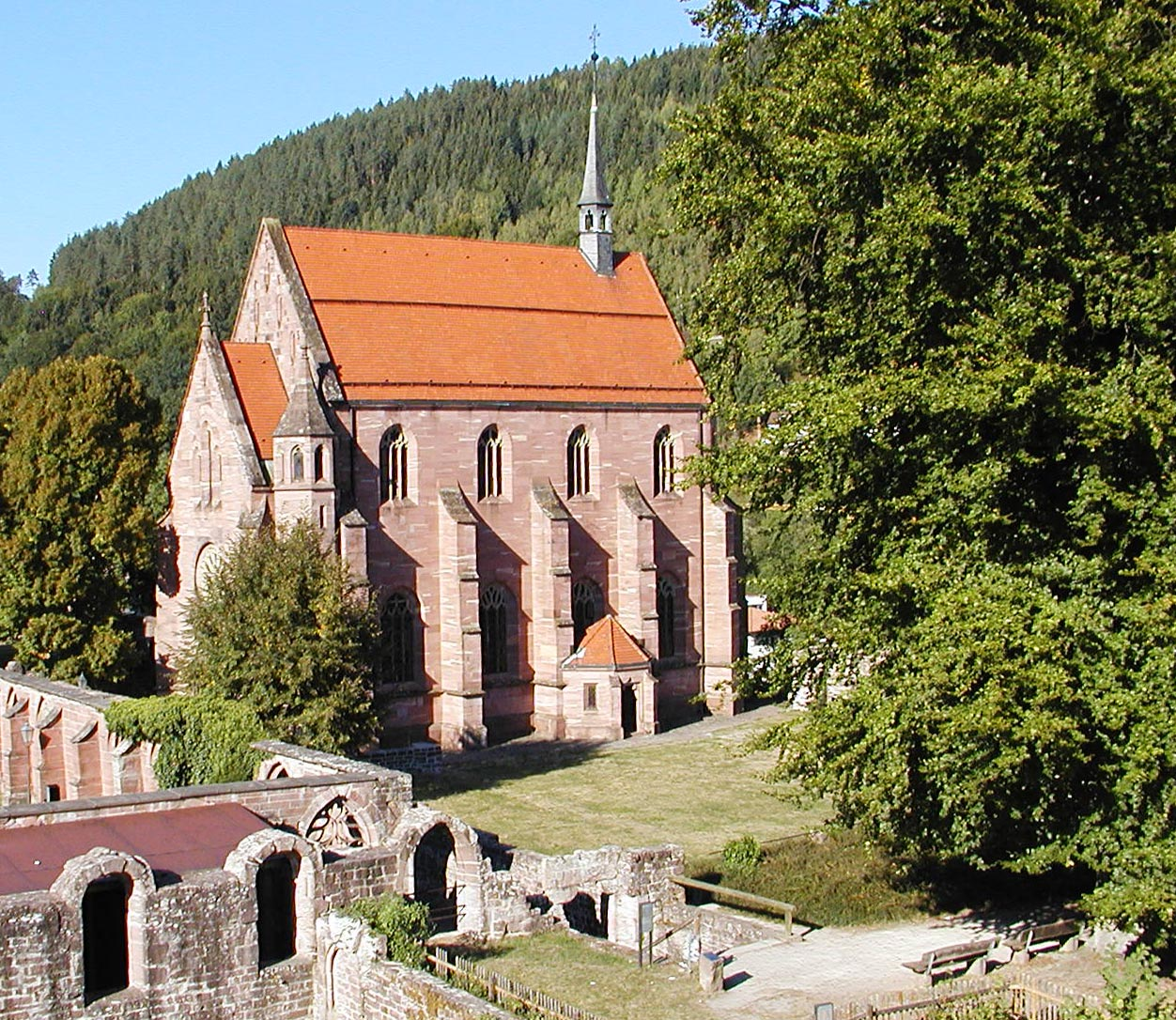
Marienkapelle Calw-Hirsau – heute Evang. Kirche

Die Kirchengemeinde Hirsau umfasst den Stadtteil Hirsau der Stadt Calw. Das kirchliche Leben in Hirsau beginnt im 8. Jahrhundert mit einer um 751/768 errichteten Nazariuskapelle rechts der Nagold. 830/32 wurden durch Bischof Noting von Vercelli Reliquien des Heiligen Aurelius aus Mailand nach Hirsau in das dort gegründete Aureliuskloster überführt. Dieses erste Aureliuskloster bestand bis um das Jahr 1000. 1049 befahl Papst Leo IX. seinem Neffen, dem Grafen von Calw, Kloster St. Aurelius wieder zu errichten. Das zweite Aureliuskloster erhielt eine Kirche als dreischiffige Basilika. 1584 begann der Abbruch des größten Teils des Aureliusklosters. Von der säkularisierten Kirche blieben nur Teile des Schiffs und die Türme stehen. 1956 wurden diese Gebäude restauriert und dienen seither der katholischen Kirchengemeinde Hirsau als Pfarrkirche.
Der gewaltige Zulauf, den das Aureliuskloster Hirsau erfuhr, machte im 11. Jahrhundert die Gründung eines neuen Klosters St. Peter und Paul auf dem Flusslauf links der Nagold notwendig. Es wurde zwischen 1082 und 1091 erbaut. Die Kirche mit zwei Westtürmen wurde im Jahre 1120 fertiggestellt. 1474 begann der Abriss der romanischen Klausurgebäude, die man bis 1516 durch gotische Neubauten ersetzte. 1556 wurde im Zuge der Reformation das Kloster St. Peter und Paul in eine Evangelische Klosterschule umgewandelt. Im Dreißigjährigen Krieg kehrten noch einmal benediktinische Mönche aus Weingarten nach Hirsau zurück.
Das Kloster St. Peter und Paul wurde 1692 von französischen Truppen im Pfälzischen Erbfolgekrieg in Brand gesteckt. Bis 1808 wurden die Ruinen als „Steinbruch“ missbraucht. Erhalten blieben nur die Umfassungsmauern der Klosterkirche und des Kreuzgangs, Grundmauern etlicher Klostergebäude, die spätgotische Marienkapelle und der 37 Meter hohe „Eulenturm“ aus rotem Buntsandstein.
Die kleine Siedlung um das Kloster Hirsau hatte früher eine Pfarrkirche, an der 1260 ein Pfarrer erwähnt wurde. Über den Verbleib der Kirche ist nichts bekannt. Nach der Reformation feierte die evangelische Gemeinde ihre Gottesdienste in der Klosterkirche. Nach deren Zerstörung 1692 nutzte die Gemeinde die als einziges Gebäude beim großen Klosterbrand von 1692 unversehrt gebliebene Marienkapelle als Gotteshaus. Im Obergeschoss hatte sich die Klosterbibliothek befunden. 1698 wurde eine eigene Pfarrei in Hirsau errichtet. 1888–1892 überarbeitete der württembergische Oberbaurat Karl von Sauter die Marienkapelle im neugotischen Stil. Westwerk, Netzgewölbe und Farbgebung stammen aus dieser Zeit, auch Reste der damaligen Farbverglasung sind im Portal-Tympanon erhalten. Der Glaskünstler Wolf-Dieter Kohler schuf 1970 die drei Chorfenster (links: Geburt und Passion Christi; rechts: Auferstehung und Himmelfahrt; Mitte: der in den Himmel erhöhte, richtende und kommende Herr). Das Chor-Nordfenster von ungefähr 1920 zum Gefallenen-Gedenken 1914/18 hat die Stuttgarter Künstlerin Käte Schaller-Härlin entworfen, die 1917 ihren kurz zuvor geheirateten Ehemann im Krieg verloren hatte.

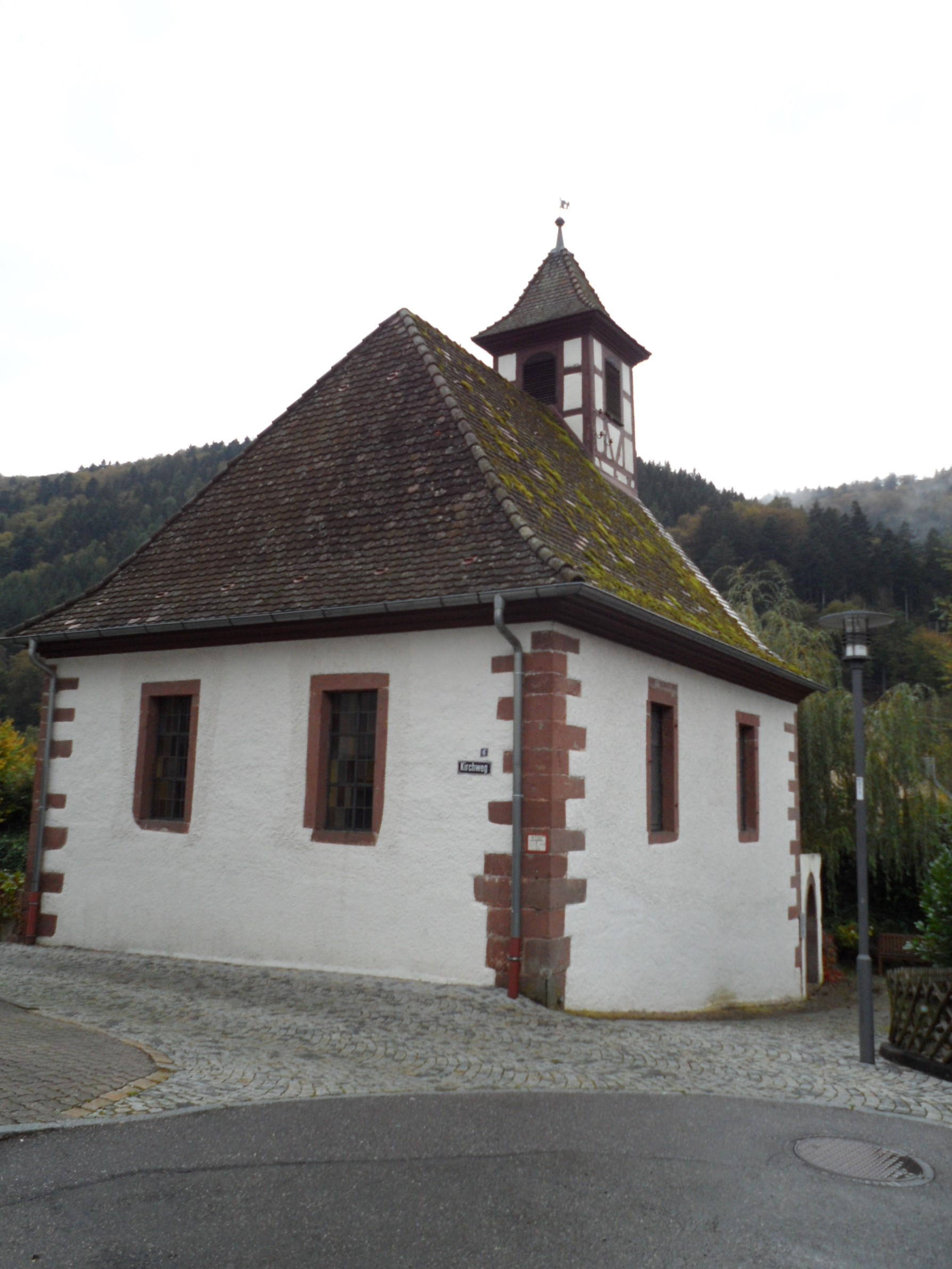
Kirche Ernstmühl

Der Ort Ernstmühl bildete bis 1927 eine eigene Kirchengemeinde bzw. Filialkirchengemeinde, die zunächst zur Gesamtkirchengemeinde Liebenzell gehörte und durch Bekanntmachung des Konsistoriums vom 19. Juli 1920 vom Verband der Kirchengemeinde Liebenzell losgelöst und der Gesamtkirchengemeinde Hirsau zugeordnet wurde. Durch weitere Bekanntmachung des Oberkirchenrats vom 7. April 1927 wurde sie mit der Kirchengemeinde Hirsau vereinigt. Es gibt dort eine kleine Kirche mit einem Dachreiter in Fachwerk. Die Anlage des hohen Saalbaues sowie die Innenausstattung mit einer Kassettendecke, einer Empore auf gebauchten Holzstützen und dem Kanzelkorb weisen auf eine Bauzeit um 1700 hin. Die Sandsteineinfassung des Eingangs aus der Zeit um 1500 stammt eventuell vom Vorgängerbau oder aus dem ehemaligen, ein paar Jahre zuvor zerstörten Kloster Hirsau. Sie wurde als Bauteil in die neue Kirche integriert.
Bis 1926 wurde die Kirchengemeinde Ottenbronn vom Pfarramt Hirsau betreut. Durch Bekanntmachung des Oberkirchenrats vom 2. Januar 1926 wurde Ottenbronn der Pfarrei Neuhengstett zugeordnet, mit deren Kirchengemeinde es seit 2000 die Gesamtkirchengemeinde Neuhengstett-Ottenbronn bildet.

### Kirchengemeinde Monakam-Unterhaugstett

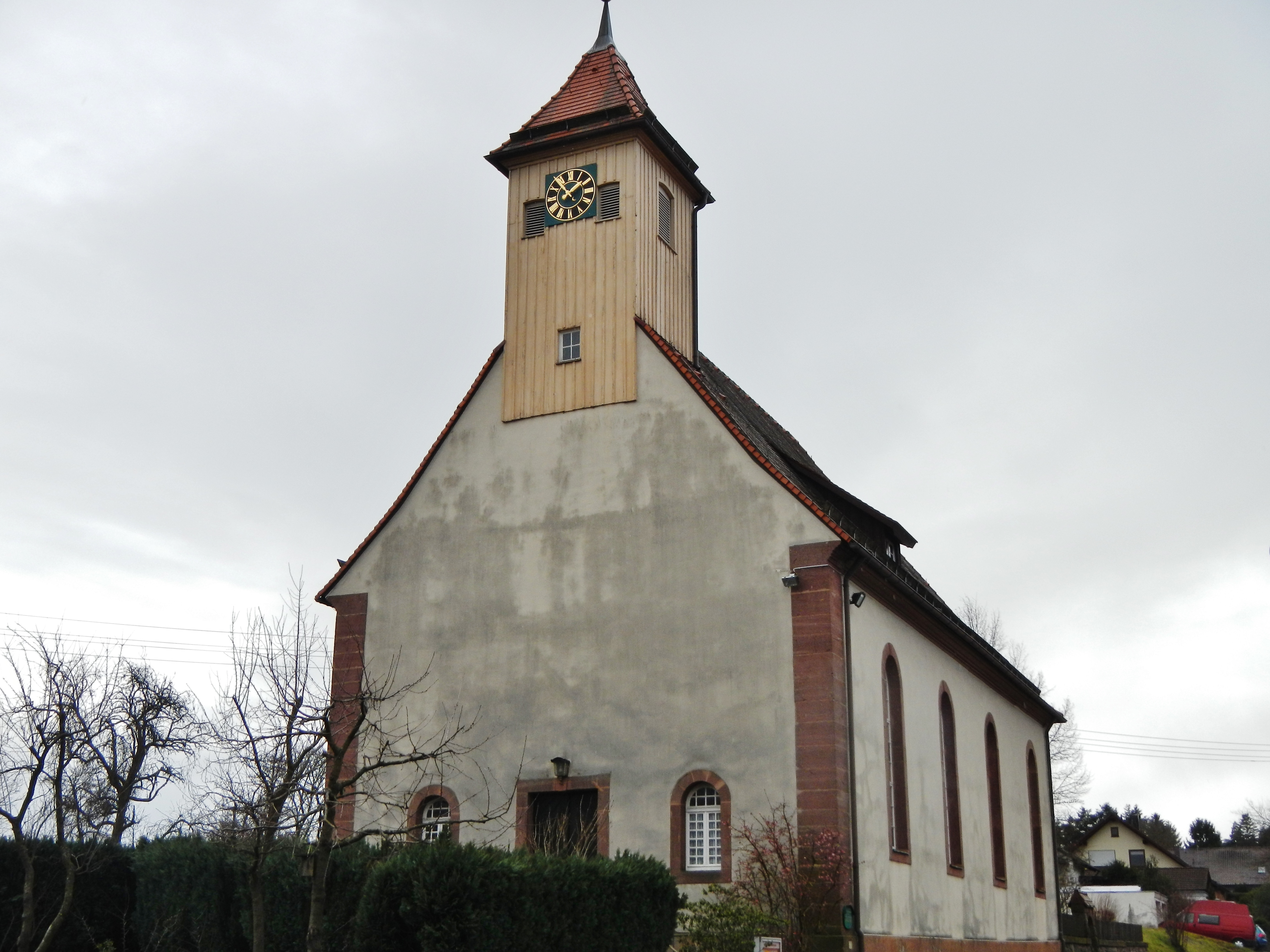
Kirche Monakam

Die Kirchengemeinde Monakam-Unterhaugstett umfasst die Stadtteile Monakam und Unterhaugstett der Stadt Bad Liebenzell. Kirchlich gehörte Monakam zunächst zu Bad Liebenzell, doch wurde bereits 1477 eine Filialkirche zum Heiligen Kreuz in Monakam erwähnt. Die heutige Kirche wurde 1802 (nach Plänen des Kirchenrats-Baumeisters Goez von 1791) neu erbaut. Dabei wurde der Flügelaltar der Vorgängerkirche aus dem Jahr 1497 übernommen. Im Jahre 2018 schuf der bekannte Glaskünstler Johannes Schreiter zwei Fenster mit den Themen Auferstehung und Pfingsten. 1910 wurde Monakam eine eigene Pfarrei.

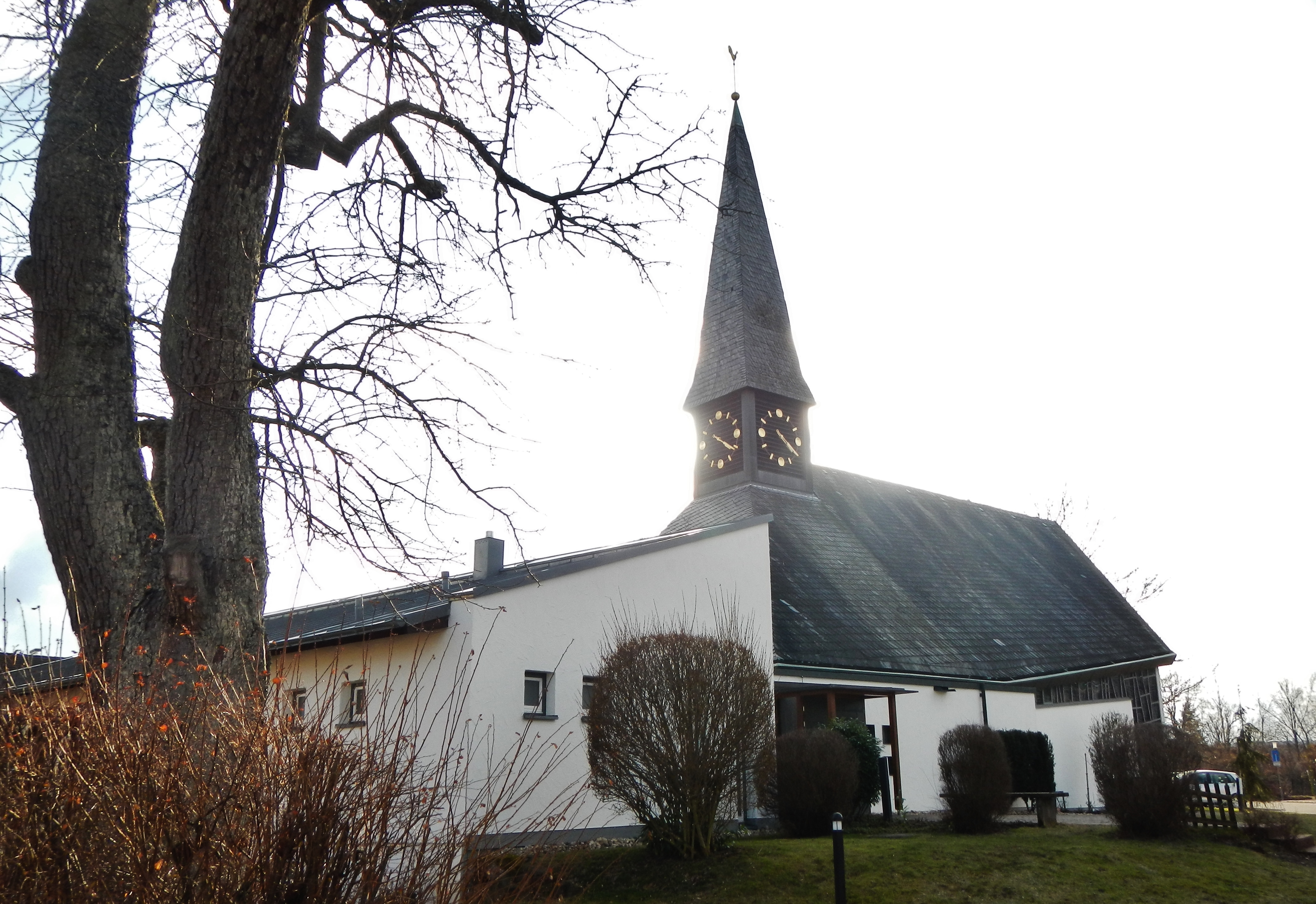
Christuskirche Unterhaugstett

Unterhaugstett gehörte zunächst zu Möttlingen, ab 1910 zur neu errichteten Pfarrei Monakam. 1966 wurde in Unterhaugstett eine eigene Kirche, die Christuskirche erbaut und eine eigene Kirchengemeinde errichtet, die nun mit Monakam eine gemeinsame Kirchengemeinde bildet. 1966 wurde die Christuskirche Unterhaugstett von den Stuttgarter Architekten Klaus Ehrlich und Walter Eppler in Sichtbetonbauweise errichtet. Der Stuttgarter Glaskünstler Wolf-Dieter Kohler gestaltete das Fensterkreuz in der Altarwand (Christus der Weltenherrscher mit Evangelisten-Symbolen und sechs Szenen zum 2. Glaubensartikel) und ungegenständlich in ganz anderen Farbtönen die nördliche und südliche Seitenverglasung. Der Unterhaugstetter Künstler Karl-Heinz Franke (1916–2006) stiftete 2004 das Edelstahl-Objekt Baum der Erkenntnis auf der Kirchwiese, der Tübinger Künstler Johannes Kares malte 2007 sieben Kreuzzyklus-Bilder für die 1997 geschaffenen Gemeinderäume.

### Kirchengemeinde Möttlingen

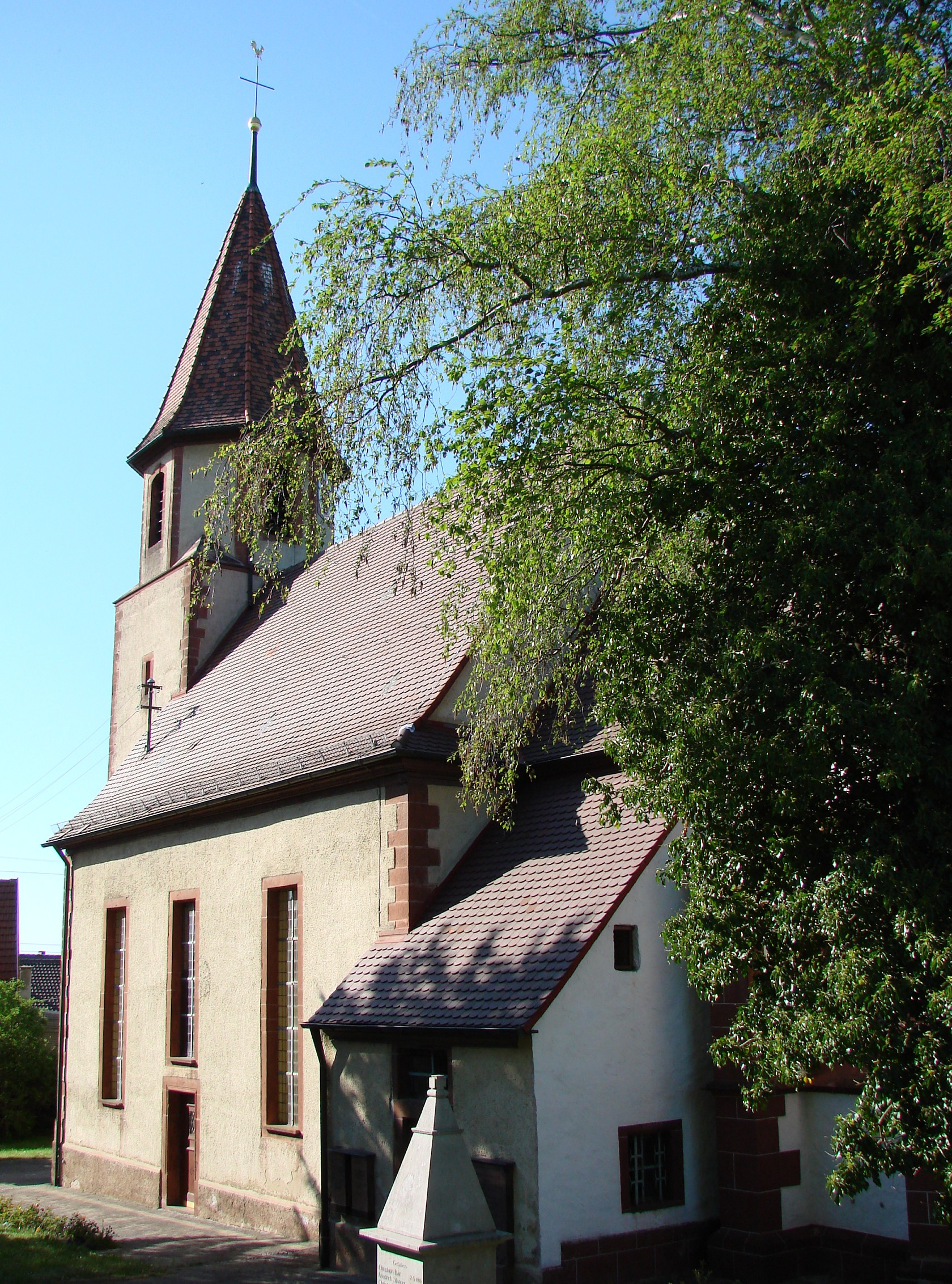
Evang. Blumhardtkirche Bad Liebenzell-Möttlingen

Die Kirchengemeinde Möttlingen umfasst den Stadtteil Möttlingen der Stadt Bad Liebenzell. Eine Kirche, ab 1525 als Marienkirche bezeichnet, gelangte über die Pfalzgrafen von Tübingen Ende des 14. Jahrhunderts an das Kloster Hirsau, dem sie 1401 inkorporiert wurde. Die Kirche hat noch einen romanischen Triumphbogen und einen netzgewölbten Chor. Das Schiff wurde 1746 erbaut. In der Gemeinde wirkte von 1838 bis 1852 Pfarrer Johann Christoph Blumhardt. Sein Sohn Christoph Blumhardt wurde 1842 hier geboren. In dem heute Blumhardtkirche genannten Gebäude schuf 1957 der Stuttgarter Glaskünstler Adolf Valentin Saile die bleiverglasten Farbfenster.

### Kirchengemeinde Neubulach, Altbulach, Liebelsberg und Oberhaugstett
Die Kirchengemeinde Neubulach umfasst die Kernstadt und die Stadtteile Altbulach, Liebelsberg und Oberhaugstett der Stadt Neubulach. Der Stadtteil Martinsmoos bildet eine eigene Kirchengemeinde, die zur Gesamtkirchengemeinde Zwerenberg gehört.

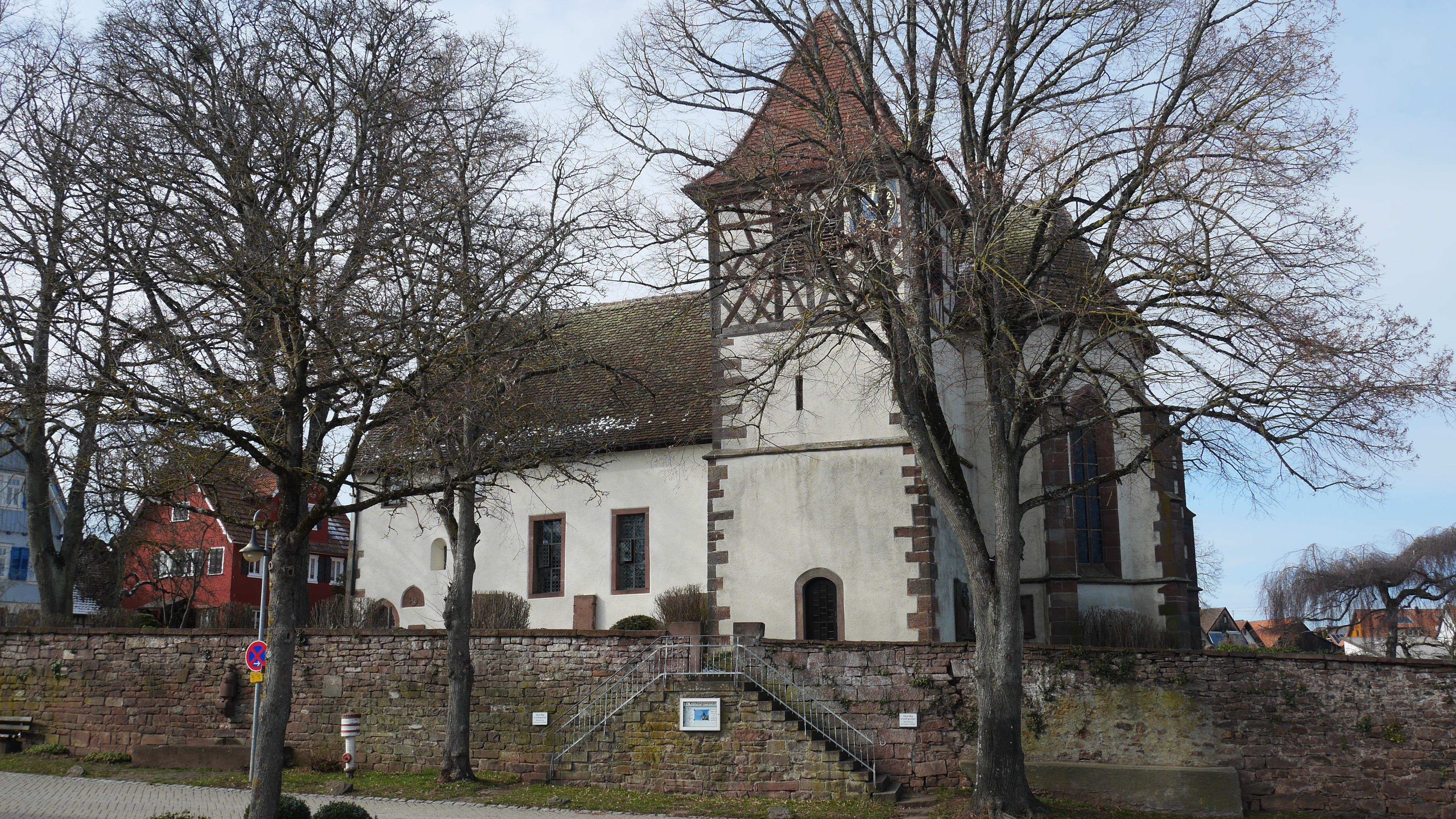
Mauritiuskirche Altbulach

Altbulach: Kirchlich gehörte es zunächst zu Effringen, dann zu Neubulach. Der Ort hat aber eine alte Kirche vom 12. Jahrhundert, die noch ein romanisches Langhaus besitzt. 1445 wurde sie durch einen spätgotischen Chor, darin hohe Spitzbogenfenster mit ihrem feinen Maßwerk, ein Sakramentshäuschen und das reich verzierte Netzgewölbe, erweitert und ab 1508 als Mauritiuskirche bezeichnet. Die frühere Bedeutung und dann die Erweiterung und Aufwertung der Kirche hing vermutlich mit dem örtlichen Konvent der frommen Frauengemeinschaft von Beginen und der Förderung durch das Kloster Hirsau zusammen. Nach der Reformation brach man größere Fensteröffnungen in die romanische Nord- und Südwand des Schiffs, damit mehr Licht einströmen konnte und somit das helle Licht des Evangeliums von Jesus Christus unterstrichen wurde. Eine grundlegende Erneuerung konnte 1966 abgeschlossen werden mit einer Erhöhung des Kirchenschiffs unter Verwendung alter Dachstuhl-Teile, dem Entfernen der Nordempore und alten Kanzel, Änderungen an den Fenstern und der Aufstellung eines neuen Altars. Die verbliebenen historischen Chorfenster-Butzenscheiben von 1493 wurden für das Langhaus verwendet und die Chorfenster neu vom Stuttgarter Glaskünstler Wolf-Dieter Kohler ungegenständlich farbverglast. Den steinernen Blockaltar mit eindrucksvollen Darstellungen der biblischen Schöpfungsgeschichte schuf der ortsansässige Bildhauer Albert Volz. Durch Bekanntmachung des Oberkirchenrats vom 26. Februar 1987 gab es eine Gebietsumgliederung. Danach kamen kleinere Gebiete der Kirchengemeinde Altbulach zur Nachbarkirchengemeinde Bad Teinach.
Liebelsberg: Kirchlich gehörte es zunächst zu Effringen, dann zu Neubulach. Eine Filialkapelle St. Bartholomäus wurde 1537 erwähnt. Sie wurde 1842 zum Schulhaus umgebaut. 1978 wurde am erhaltenen Turm mit Turmchor ein Neubau mit Gottesdienst-, Gemeinde- und Nebenräumen errichtet. Der Chor der Bartholomäuskirche erhielt damals von Wolf-Dieter Kohler drei Chorfenster (links die alttestamentlichen Persönlichkeiten Mose, Elia und Jesaja als Hinweise auf Christus; Mitte: Leben und Wirken Jesu; rechts das Ziel aller Wege: Weltgericht, Kampf gegen das Böse, Herrschaft Christi und himmlisches Jerusalem). Das Altarkreuz mit Leuchtern stammt vom Altbulacher Bildhauer Albert Volz, das Wandkruzifix vom ortsansässigen Bildhauer Peter Steyer. Durch Bekanntmachung des Oberkirchenrats vom 26. Februar 1987 gab es eine Gebietsumgliederung. Danach kamen kleinere Gebiete der Kirchengemeinde Liebelsberg zur Nachbarkirchengemeinde Bad Teinach.

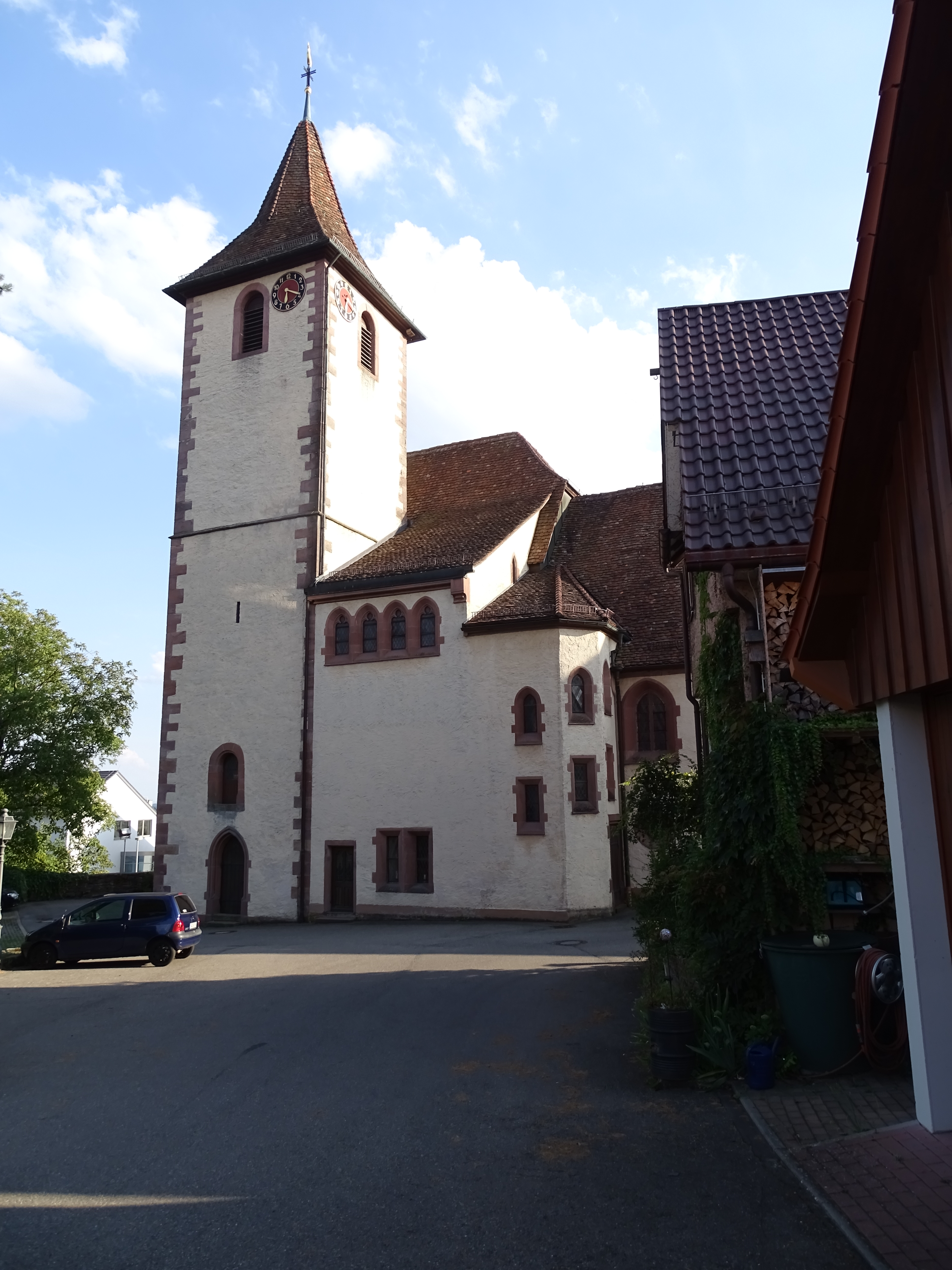
Jodokuskirche Neubulach

Neubulach: Eine Kirche wurde wohl dort schon mit der Gründung der Stadt erbaut. Sie war zunächst Filiale von Effringen. 1412 wird sie als St. Ulrichskirche bezeichnet, 1508 St. Jodokus. Sie gelangte 1379 vom Kloster Stein am Rhein an Konrad Grückler. 1443 wurde Neubulach anstelle von Effringen Sitz der Pfarrei. Endgültig wurde die Pfarrei nach der Reformation bestätigt. Die heutige Kirche hat einen romanischen Turm von kurz nach 1200. Das um 1430 errichtete gotische Schiff wurde nach dem verheerenden Stadtbrand von 1505 erst 1568 neu und einfacher als zuvor erbaut und 1683 verändert. Grabplatten und kleinere Steinskulpturen weisen darauf hin, dass Bulach 400 Jahre lang (von 1370 bis 1790) „Erbpfarrei“ der wohlhabenden und kunstsinnigen „Kirchherren“-Familie Grückler war. Hinter dem Altarkruzifix von 1648 ist das mittlere Chorfenster um das Jahr 1920 vom Stuttgarter Künstler Rudolf Yelin d. Ä. zum Gedenken an die Gefallenen des Weltkriegs mit dem Bild des auferstandenen Herrn Jesus Christus gestaltet worden. Für die Hellverglasung der beiden Fenster links und rechts davon schuf sein Sohn Rudolf Yelin d. J. 1935 Bibeltexte und neutestamentliche Symbole als Glaseinlagen.

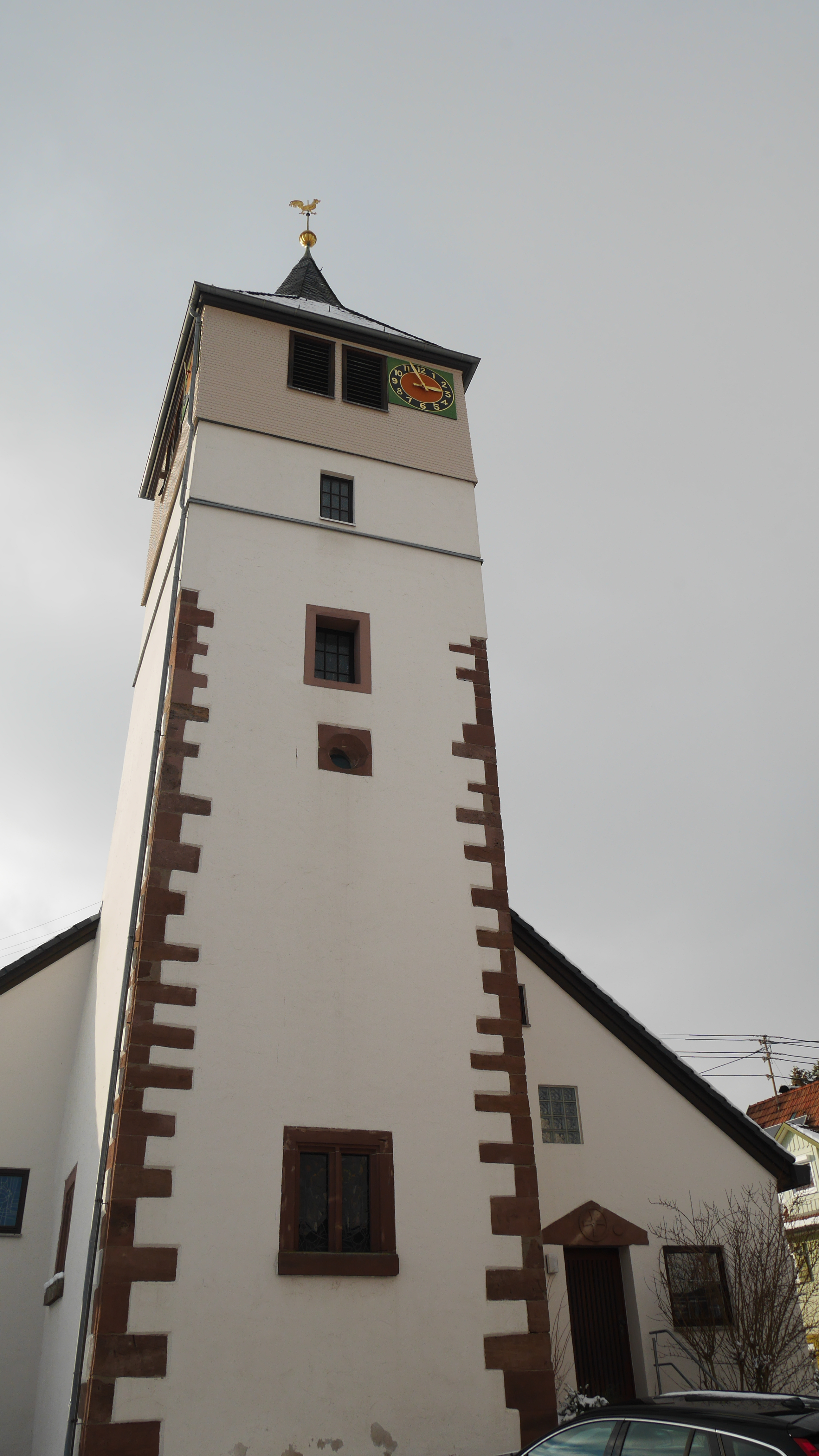
Bartholomäuskirche Oberhaugstett

Oberhaugstett gehörte kirchlich zunächst zu Effringen, dann zu Neubulach. Der älteste Teil der Bartholomäuskirche Oberhaugstett ist der romanische Turmchor mit zahlreichen Fresken von Märtyrerdarstellungen, der Martinslegende und den Erlösten, die dem himmlischen Bräutigam entgegengehen. Im Jahre 1972 wurde daran ein neues Kirchenschiff angefügt. Die Stuttgarter Glaskünstlerin Anna-Dorothea Kunz-Saile schuf bereits 1966 ein Chorfenster (Auferstandener inmitten der hörenden Jünger mit dem zweifelnden Thomas, ausgesandt „in alle Welt“, Evangelistensymbole in den Ecken des Fensters weisen in die vier Richtungen des Erdkreises) und dann 1972 im Schiff-Neubau ein Kanzelfenster (das Wort vom Kreuz in Verkündigung und Sakrament, Fischsymbol).

### Kirchengemeinde Neuhengstett-Ottenbronn
Die Kirchengemeinde Neuhengstett-Ottenbronn umfasst die Ortsteile Neuhengstett und Ottenbronn der Gemeinde Althengstett. Sie wurde mit Wirkung vom 1. Januar 2000 aus den Kirchengemeinden Neuhengstett und Ottenbronn gebildet, die – wie die Gesamtkirchengemeinde selbst – weiterhin eigenständige Körperschaften des öffentlichen Rechts sind.

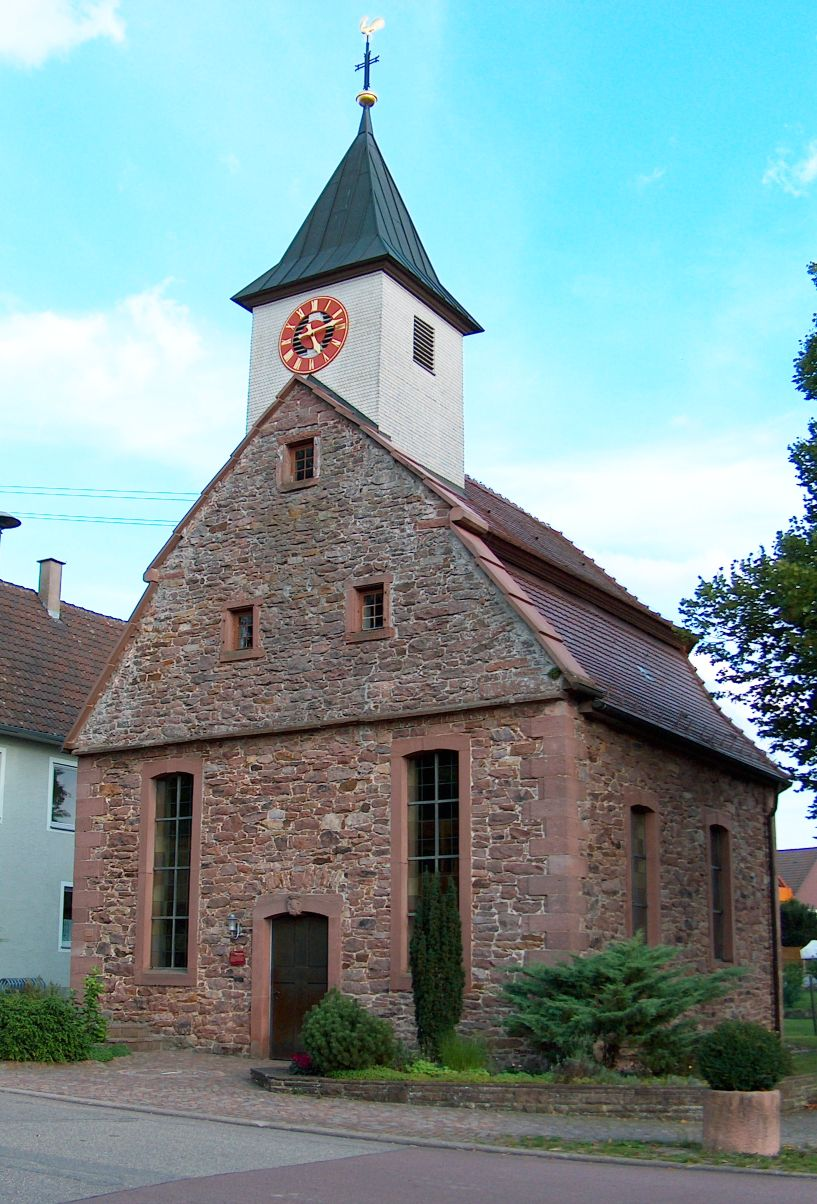
Kirche Neuhengstett

Neuhengstett wurde als Waldensersiedlung 1699 unter dem Namen Le Bourset gegründet und 1711 in Neuhengstett umbenannt. 1769 wurde die kleine einfache reformierte Waldenserkirche in der heutigen Form gebaut. 1824 wurde die Waldensergemeinde in die Evangelische Landeskirche in Württemberg eingegliedert.
Ottenbronn gehörte kirchlich zunächst zur Pfarrei Hirsau, bildet aber eine eigene Kirchengemeinde. Durch Bekanntmachung des Oberkirchenrats vom 2. Januar 1926 wurde Ottenbronn der Pfarrei Neuhengstett zugeordnet und bildet mit ihr seit 2000 die Gesamtkirchengemeinde Neuhengstett-Ottenbronn. Bereits 1923 erhielt Ottenbronn durch den Stuttgarter Architekten Rudolf Behr eine eigene Filialkirche, die zuletzt im Jahr 2003 umfassend renoviert und etwas erweitert wurde. 1928 gestaltete der Kunstprofessor Erwin Hetsch (1895–1978) die Altarwand mit Fresken (Gekreuzigter, Johannes der Täufer mit dem Gotteslamm, Paulus).

### Kirchengemeinde Neuweiler

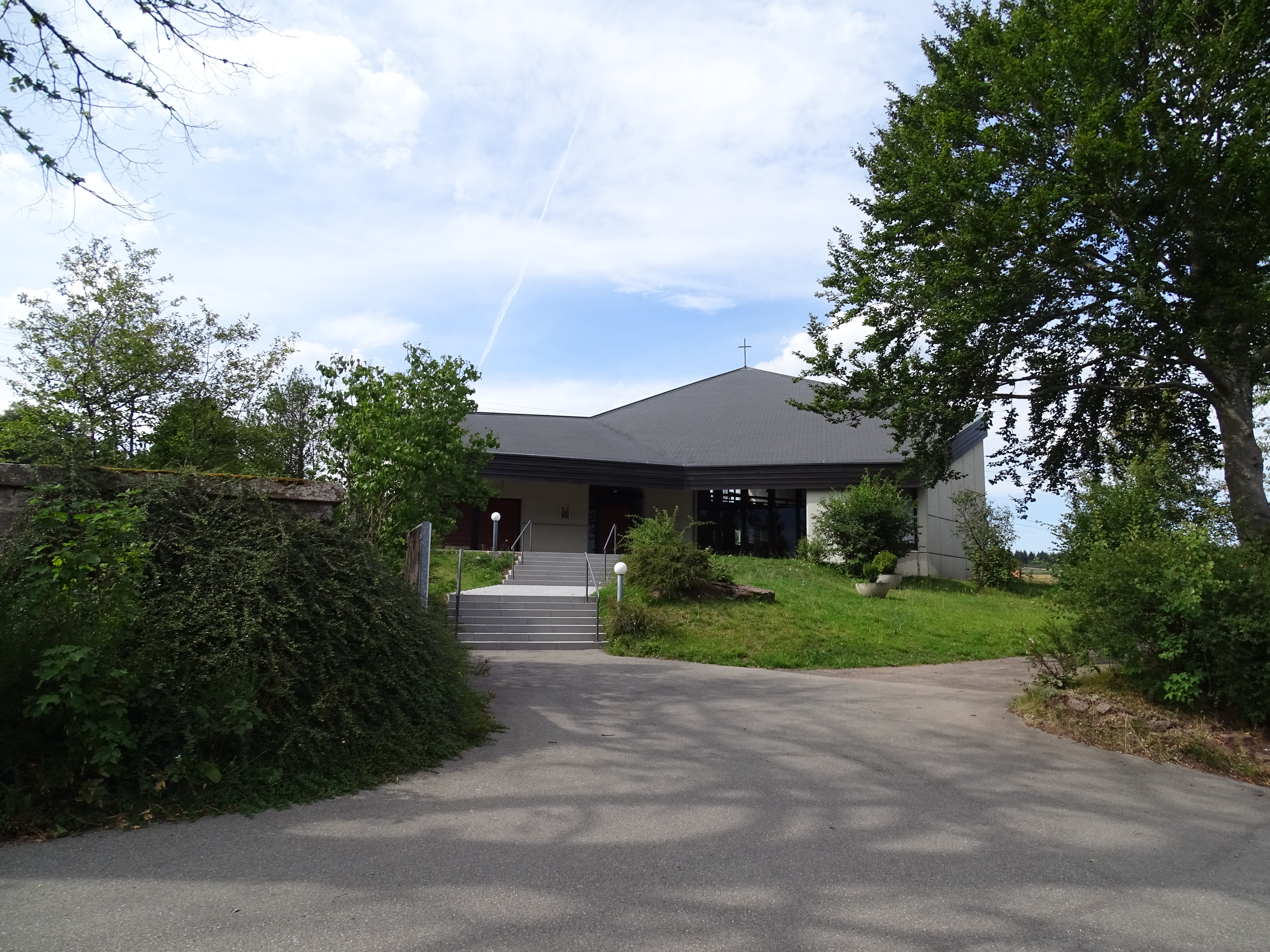
Kirche und Aussegnungsgebäude Agenbach

Die Kirchengemeinde Neuweiler umfasst den Hauptort, die Ortsteile Agenbach und Hofstett der Gemeinde Neuweiler, Breitenberg und Oberkollwangen. Kirchlich gehörte Neuweiler zunächst zu Ebhausen. 1471 wurde Neuweiler zur Pfarrei erhoben, welcher der Ort Agenbach zugeordnet wurde. 1565 zieht der erste Neuweiler Pfarrer, Georg Silber, ins 1564 erbaute evangelische Pfarrhaus.
Die Agenbacher Auferstehungskirche wurde vom Stuttgarter Architekt Martin Stockburger (1929–2015) entworfen und am 29. Oktober 1967 eingeweiht (Höhe: 12,5 m mit Kreuz). Die bürgerliche Gemeinde unterstützte die Pläne und ließ einen Aufbahrungs- und Geräteraum für den Friedhof mitbauen. Vom Stuttgarter Künstler Wolf-Dieter Kohler wurde 1967 das Beton-Dickglasfenster (Palmsonntags-Motiv: Einzug Jesu auf dem Esel in Jerusalem) und 1974 das schmiedeeiserne Altarwand-Kreuz mit Brot- und Wein-Motiven gestaltet.
Breitenberg gehörte kirchlich zunächst zu Effringen. 1512 wurde Breitenberg eigene Pfarrei. Die ursprünglich romanische Chorturmkirche wurde später mehrfach verändert.
Die Neuweiler Stephanuskirche wurde in mehreren Bauabschnitten errichtet. Das romanische Tonnengewölbe in der Turmkammer im Erdgeschoss ist die einzige Erinnerung an eine romanische Vorgänger-Kapelle. Sie hatte die typische Lage an einer Wegkreuzung und kann schon gestanden haben, ehe Neuweiler im 11. oder 12. Jahrhundert als Waldhufensiedlung erschlossen wurde. Der Buntsandstein-Turm, der die Kapelle einschließt, ist von seiner Bauart (Zangenlöcher in den sorgfältig herausgearbeiteten Ecksteinen) dem 12. Jahrhundert zuzuordnen. Aus dieser Zeit der gesicherten Besiedlung stammt wohl auch die Reliquien- und Namensgebung der umfriedeten Wehrkirche: Stephanuskirche. Teile des Kirchenschiffs und der gotische Taufstein sind dem 15. oder 16. Jahrhundert zuzuordnen. Die hölzerne Empore im jüngeren Kirchenschiff trägt an einer Hauptsäule die Jahreszahl 1526. Die Vier-Evangelisten-Glocke aus dem Jahre 1456 wurde vom Reutlinger Glockengießer Hans Eger gegossen. Der heute 33 Meter hohe Turm muss in jenen Tagen noch ohne Dach gewesen sein; die Glocke war an einem im Freien befindlichen Glockenstuhl angebracht, was alte Witterungsspuren verraten. Überdacht wurde der Kirchturm erst in barocker Zeit (Gesamthöhe mit Kirchturmhahn: 36 m). Mit dem Aufzug des ersten Pfarrers Georg Silber im Jahr 1565 erhielt Neuweiler eine eigene evangelische Pfarrei. Die Kirchenmauer stammt aus dem Jahr 1822 und ist Umfriedung des Kirchhofs. Die frühere Südausrichtung der Inneneinrichtung vom Ende des 16. Jahrhunderts hing mit dem nachreformatorischen Gottesdienstverständnis und der neuen Querkirchenkonzeption zusammen: breite Ausrichtung der zahlreichen Hör- und Sitzplätze in möglichst kurzer Distanz zur Kanzel an der südlichen Längsseite. Ihre heutige Innenansicht verdankt die Neuweilerer Kirche der grundlegenden Umgestaltung im Jahr 1955/1956. Der alte Altar, ein mächtiger Felsklotz, ist seither verschollen. Altar, Taufstein und Kanzel wurden von der südlichen Längsseite des Schiffes in den Osten verlegt. Der gotische Taufstein (bis 1955 in der Kirchenmitte) bekam seinen neuen Platz vor dem neuen Tauffenster. Das Chor- und das Tauffenster wurden von Wolf-Dieter Kohler künstlerisch gestaltet, ebenso die Kassettendecke. Die Orgel wurde in den Sakristeianbau integriert. Ein dabei freigelegtes romanisches Weihekreuz wurde von Helmuth Uhrig, mit einem Corpus versehen, zum Altarkreuz umgestaltet.

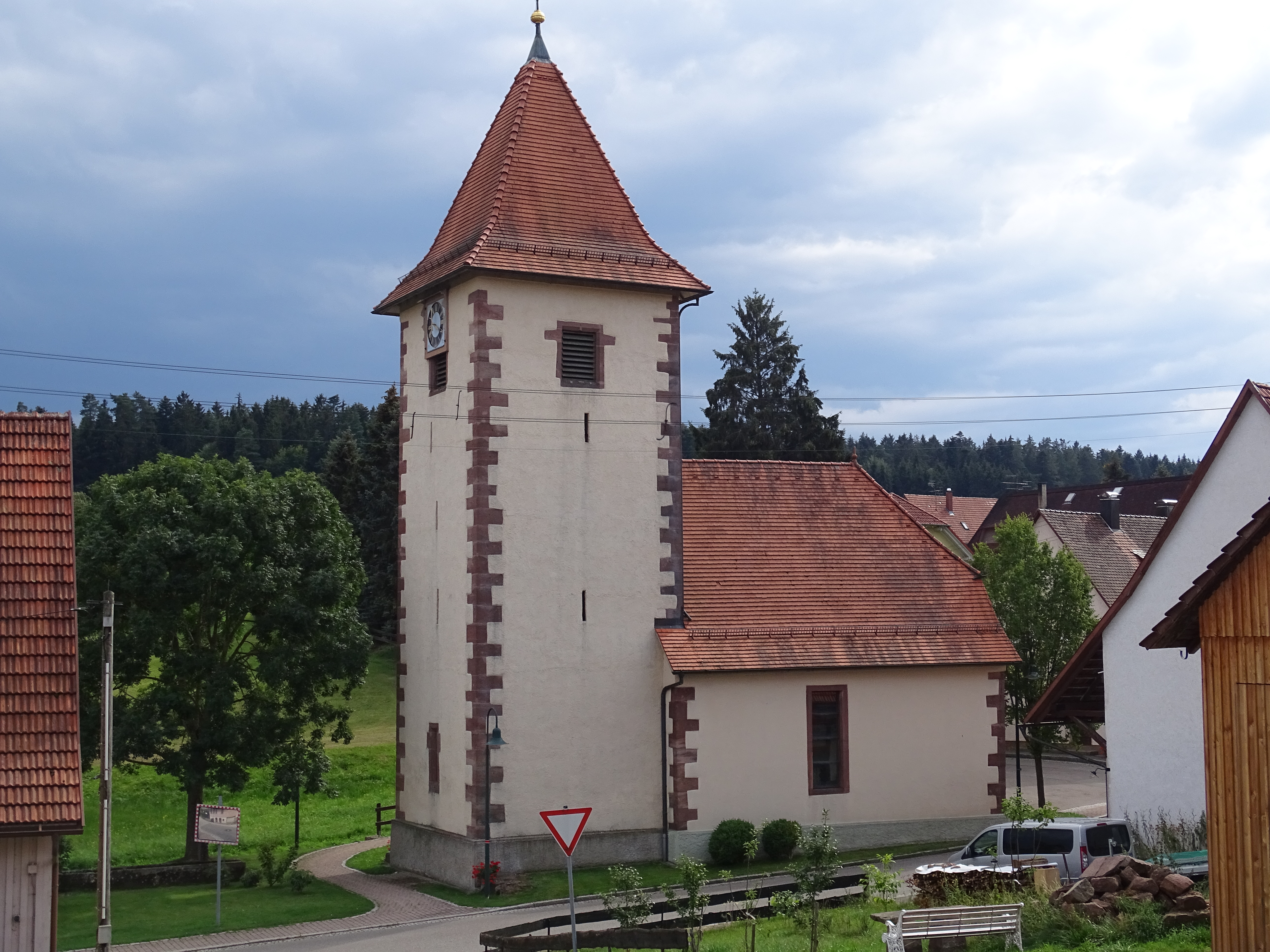
Kirche Oberkollwangen

Oberkollwangen gehörte zunächst zu Effringen. Es gab schon in romanischer Zeit eine Filialkirche, die 1411 erstmals erwähnt wurde. 1512 wurde für Breitenberg und Oberkollwangen eine gemeinsame Pfarrei errichtet. Die Kirche in Oberkollwangen wurde den Heiligen Katharina, Barbara und den Zwölf Aposteln geweiht. Seit 1525 wird sie Liebfrauenkirche genannt. Der heutige Bau der Kirche stammt im Wesentlichen von 1595, der Turm ist noch romanisch.

### Kirchengemeinde Ostelsheim

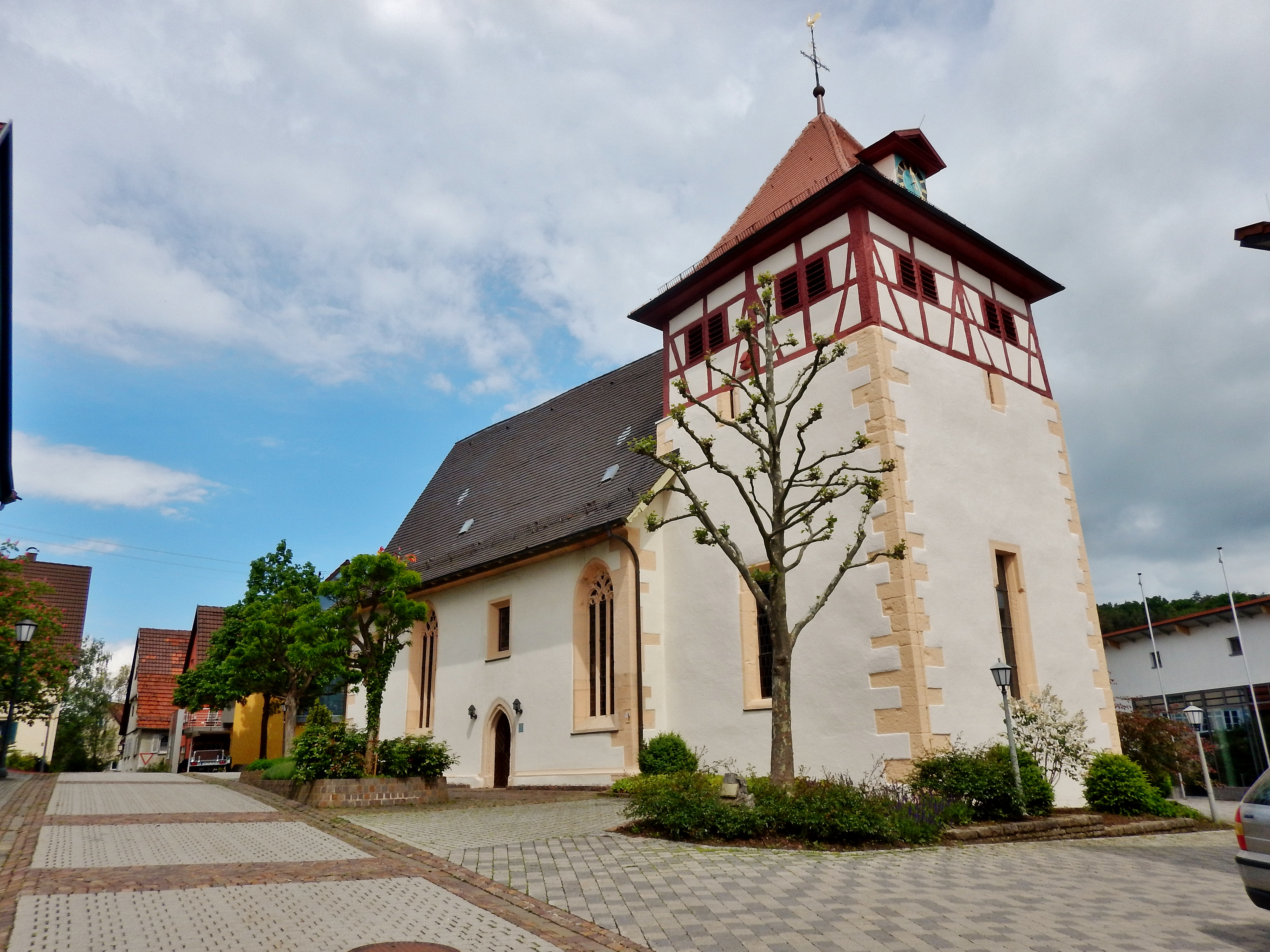
Kirche Ostelsheim

Die Kirchengemeinde Ostelsheim umfasst die Gemeinde Ostelsheim. Die Vorgängerkirche in Ostelsheim kam wohl über die Grafen von Tübingen an die Söler von Richtenberg, die sie 1439 an Württemberg verkauften. 1443 wurde sie dem Stift Herrenberg inkorporiert. Die spätgotische Dorfkirche von 1488 liegt zentral im Ort, das Pfarrhaus und das Gemeindehaus in der ehemaligen Zehntscheuer befinden sich in unmittelbarer Nähe. 1546 wurde in Ostelsheim, das seither protestantisch geprägt ist, die Reformation eingeführt, deren Leitwort den Schalldeckel der Kanzel in der Kirche schmückt: „Das Wort unseres Gottes bleibet ewiglich“. Die Kanzelbemalung von 1751 mit Christus und der Weltkugel inmitten der vier Evangelisten sowie die Gemälde auf der Emporenbrüstung schmücken das Kirchenschiff. Professor Rudolf Yelin d. J. schuf 1961 die Glasmalerei im Chorfenster (Kreuzabnahme/Grablegung, Auferstehung, Himmlisches Jerusalem) und ersetzte damit eine Arbeit seines Vaters Rudolf Yelin d. Ä. vom Anfang des 20. Jahrhunderts.

### Kirchengemeinde Simmozheim

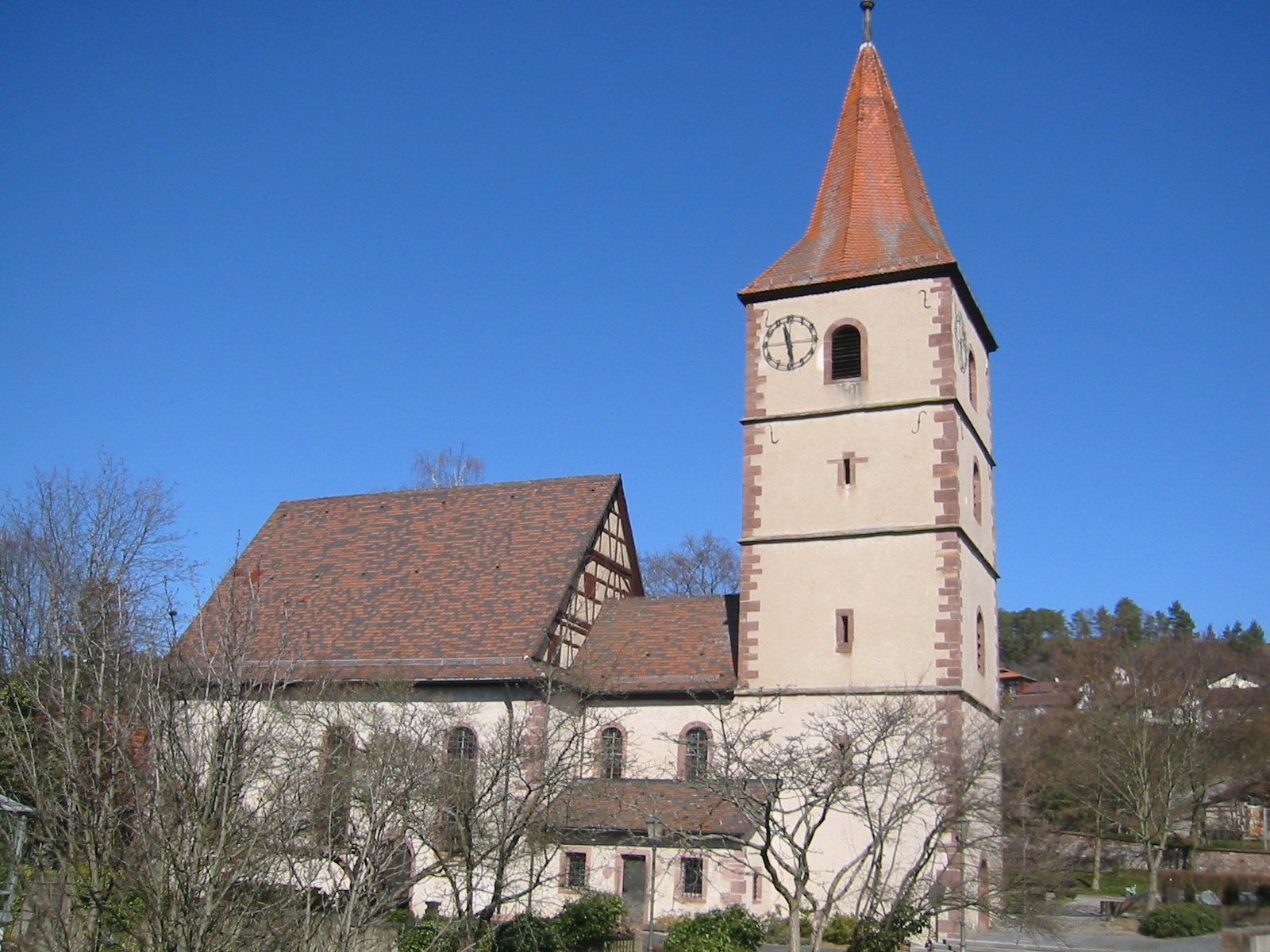
Dreifaltigkeitskirche Simmozheim

Die Kirchengemeinde Simmozheim umfasst die Gemeinde Simmozheim und den Ortsteil Büchelbronn, der 1802 gegründet wurde. Die evangelische Dreifaltigkeitskirche ist das markanteste Wahrzeichen des Ortes. Sie steht leicht erhöht auf dem nördlichen Rand des Talgrunds. Auch nachts ist ihr vierkantiger Turm hell erleuchtet und weithin sichtbar. 1299 kam die Vorgängerkirche als Gräflich Vaihingen’sches Lehen der Familie Urbach an Württemberg. Im Jahr 1391 kaufte das Stift Stuttgart die wahrscheinlich von einem Angehörigen der Familie Conz gestiftete Kirche zu Simmozheim von Pfaff Konrad von Weil. 1482 wurde die Kirche vom Stuttgarter Stift wiederum an das Kloster Herrenalb um 1200 Gulden verkauft. 1497 ersetzte das Kloster das baufällige Kirchlein durch einen Neubau. Von dieser Kirche zeugt heute noch das kleine Kirchenschiff zwischen Hauptschiff und Turm. Nach alten Beschreibungen war sie mit einem Wall und Graben umgeben.
An das vorhandene kleine Kirchenschiff wurde im Jahr 1748 ein großes Kirchenschiff angebaut. Der alte Turm blieb damals stehen und wurde nach einem Blitzschlag von 1758 bis 1766 massiv bis unters Dach neu errichtet. Ursprünglich hatte die Kirche mit der Empore 350 Sitzplätze. 1963 fand die letzte Außenrenovierung und durch Architekt Werner Hermann Riethmüller unter der künstlerischen Leitung von Professor Rudolf Yelin d. J. bis 1964 auch eine umfassende Innenrenovierung statt, wobei der Haupteingang von der Westseite auf die Ostseite zum Turm verlegt wurde. Nachdem die Gemeindeempore entfernt und die Orgelempore wesentlich erweitert wurde, fanden Yelins Altar, Taufstein (inzwischen ausgetauscht) und Kanzel auf der Westseite ihren Platz. Sein großes, silbernes Kreuz vor einem farbigen Hintergrund (Darstellung des himmlische Jerusalem) ist nun der Blickfang hinter und über dem Altar. Diese Veränderungen sollten den völligen Neubeginn nach dem Zweiten Weltkrieg symbolisieren. Die Kirche erhielt auch eine neue Verglasung und eine elektrische Heizung. Die beiden großen Glocken von 1524 und 1525 stammen aus der Glockengießerei Sydler in Esslingen. Eine dritte von 1889 musste während des Zweiten Weltkriegs abgeliefert werden. 1984, als der hölzerne Glockenstuhl durch einen aus Stahl ersetzt wurde, gab man zwei neue, kleinere Glocken in Auftrag. An Ostern 1985 erklang das Vierergeläut zum ersten Mal. Die pneumatische Orgel der Esslinger Firma Weigle stammt aus dem Jahr 1907.
Die Kirchengemeinde hat seit Dezember 1994 auch ein Gemeindehaus, das im ehemaligen Pfarrgarten neben dem Pfarrhaus gebaut wurde. Zahlreiche Gruppen und Kreise nutzen diese Einrichtung gerne, darunter die Jugendgruppen, Kirchenchor (gegründet 1924), der Begräbnischor (gegründet 1933), Seniorenkreis und Bibelkurs.

### Kirchengemeinde Stammheim

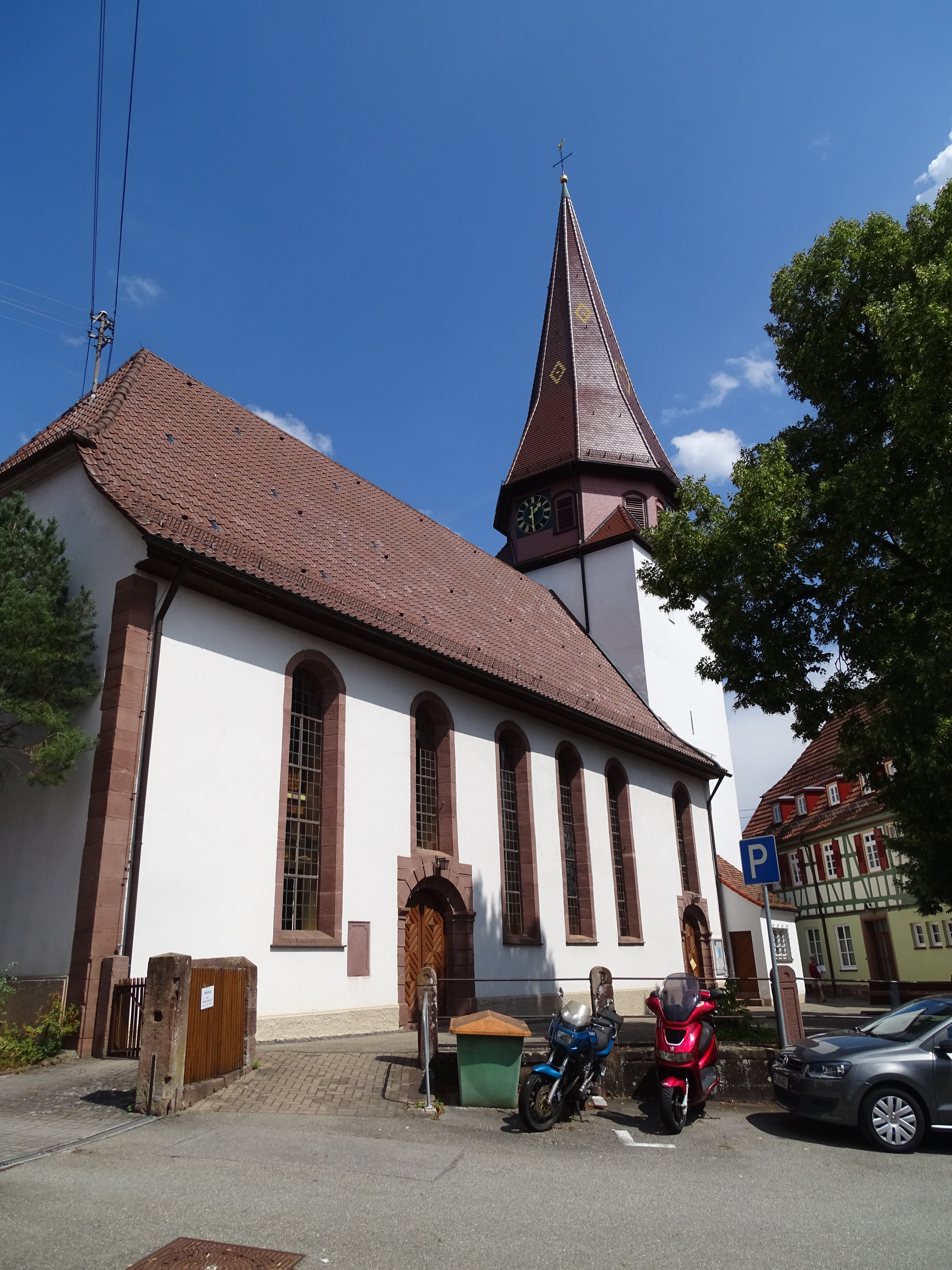
Martinskirche Stammheim

Die Kirchengemeinde Stammheim-Holzbronn umfasst die Stadtteile Stammheim und Holzbronn der Stadt Calw. Eine Kirche in Stammheim gehörte bereits 830 zum Hirsauer Stiftsgut, dem sie 1326 inkorporiert wurde. 1503 wurde die Kirche mit St. Martin bezeichnet. Die heutige Kirche ist ein spätbarocker Bau von 1790. Dabei wurde der Chorturm der Vorgängerkirche beibehalten. Bei der Renovierung 1929–1931 wurden das vierteilige Südfenster (Altes Testament: Jakobs Himmelsleiter, Jakob am Jabbok; Neues Testament: der arme Lazarus und der Reiche) vom Stuttgarter Kunstmaler Berger entworfen und von der Werkstatt Wilhelm in Rottweil ausgeführt. Der Glaskünstler Wolf-Dieter Kohler schuf 1964 das Tauf-, das Martins- und ein schmales Ornamentfenster.
Durch Bekanntmachung des Oberkirchenrats vom 26. Februar 1987 gab es eine Gebietsumgliederung. Danach kamen kleinere Gebiete der Kirchengemeinde Stammheim zur Nachbarkirchengemeinde Bad Teinach. Bereits durch Bekanntmachung vom 17. April 1952 hatte es eine kleine Gebietsumgliederung von der Kirchengemeinde Stammheim in die benachbarten Kirchengemeinde Sommenhardt im Bereich Kentheim gegeben.

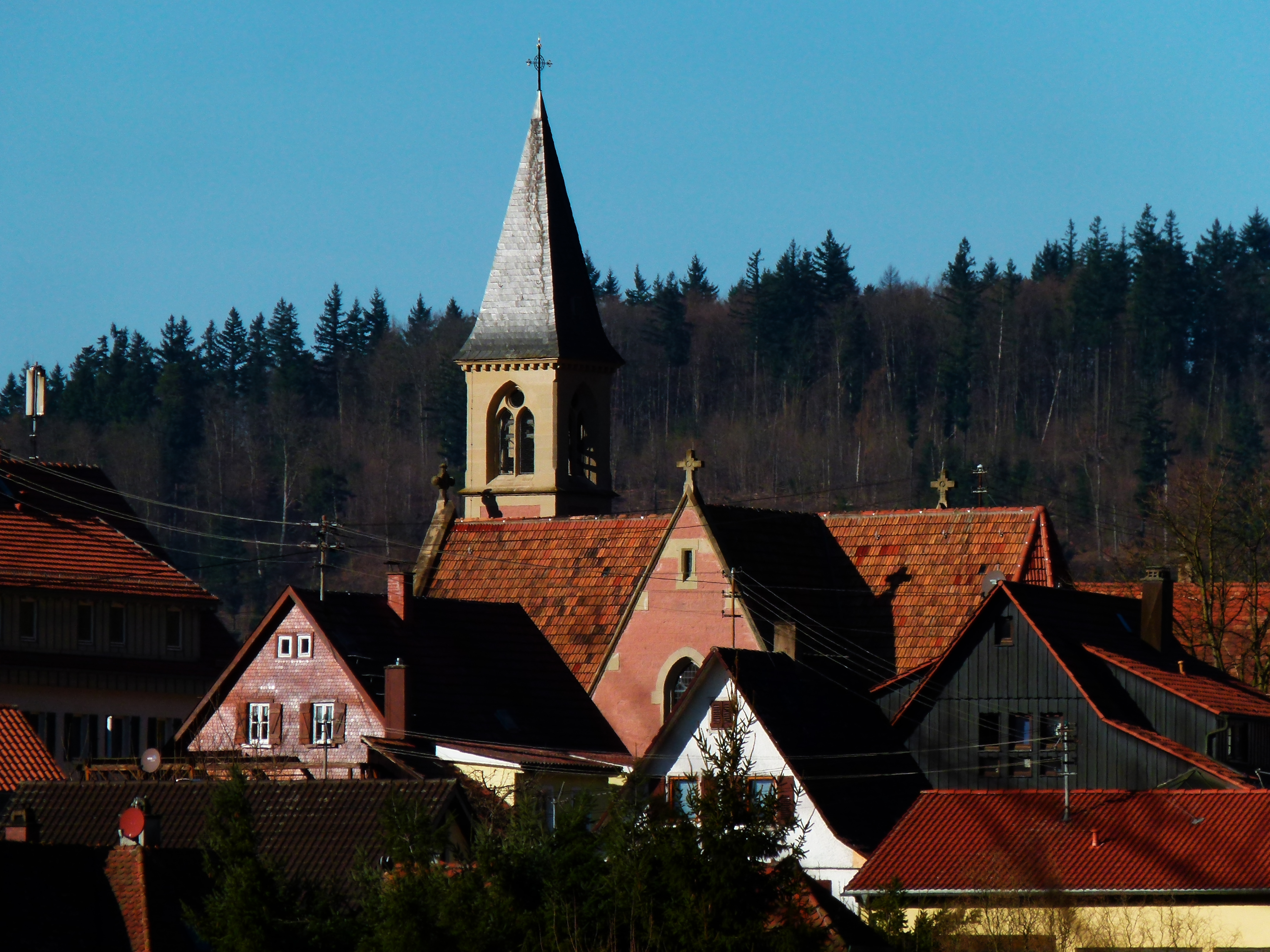
Kirche St. Wendelin Unterreichenbach

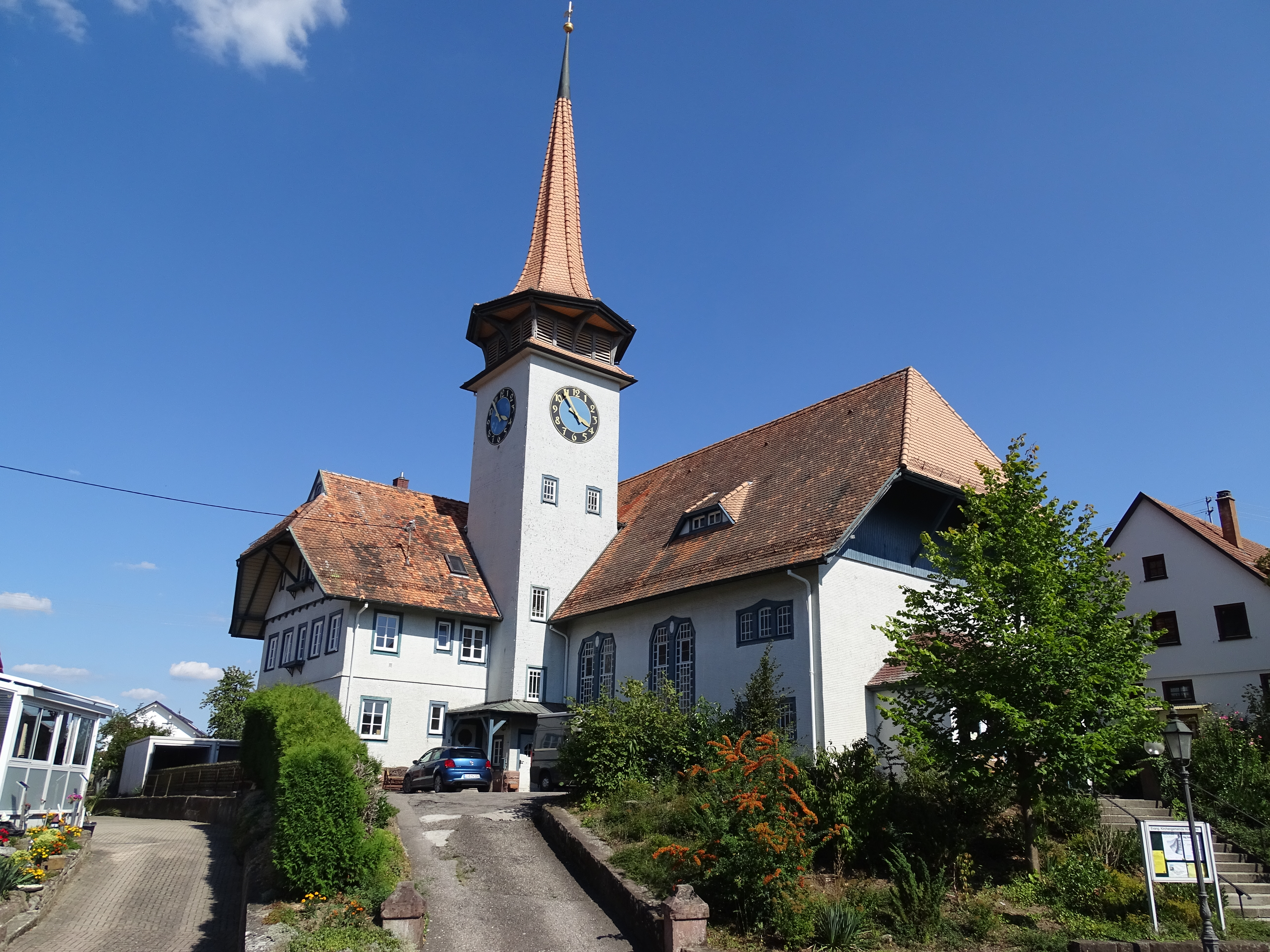
Bernhardskirche Holzbronn

Kirchlich gehörte Holzbronn zu Gültlingen, hatte aber eine eigene Filialkirche. 1892 wurde eine Pfarrverweserei errichtet. Im 20. Jahrhundert wurde Holzbronn eigene Pfarrei. Die Bernhardskirche Holzbronn, seit 1998 mit diesem Namen, wurde in den Jahren 1907 bis 1908 nach Plänen von Oberbaurat Heinrich Dolmetsch († 1908) und seinem Sohn Theodor erbaut. Prägende Jugendstil-Elemente sind erhalten oder wiederverwendet: die reizvollen Fenster des Stuttgarter Glaskünstler Kurt Gläsche (Schwarzwälder Tier- und Pflanzenornamente) und der ursprüngliche Terrazzoboden. Bei zwei Renovierungen wurde der Altarraum verändert: 1972 musste die axiale Anordnung von Taufstein, Altar und Kanzel vor einer Jugendstil-Bilderwand einer Umgestaltung des Altarraums und einem großformatigen Wandgemälde von Rudolf Yelin d. J. weichen. Sein gleichschenkliges Holzkreuz mit aufgespachtelten Motiven und Blattgold-Auflage blieb bei der Renovierung 2006 erhalten, während sein Wandgemälde durch eine Vorblendung abgedeckt wurde. Der pagodenartige Turmhelm wird von den Holzbronnern liebevoll „gelbe Rübe“ genannt.

### Kirchengemeinden Unterreichenbach & Kapfenhardt
Die Kirchengemeinde Unterreichenbach umfasst den Hauptort der Gemeinde Unterreichenbach mit Dennjächt. Der Ortsteil Kapfenhardt bildet eine eigene Kirchengemeinde, die bis Ende November 2013 zum Kirchenbezirk Neuenbürg gehörte. Kirchlich gehörte Unterreichenbach zunächst zu Liebenzell. Eine eigene Filialkirche St. Wendelin ist in Unterreichenbach jedoch bereits 1495 bezeugt. 1527 wurde Unterreichenbach eigene Pfarrei, in der 1596 erst die Reformation eingeführt wurde. Die jetzige Kirche wurde 1892/93 vom württembergischen Oberbaurat Karl von Sauter im neugotischen Stil erbaut. Dabei wurde der frühgotische Chor der Vorgängerkirche beibehalten. Sie wurde zwischenzeitlich mehrfach umgebaut und restauriert (zuletzt 2004/05). Der Stuttgarter Glaskünstler Adolf Valentin Saile schuf 1968 drei Chorfenster mit den Themen Geburt und Taufe Jesu, Christus als Weltenherrscher und Pfingsten.
Die Kirchengemeinde Kapfenhardt umfasst den Ortsteil Kapfenhardt der Gemeinde Unterreichenbach. Kirchlich gehörte Kapfenhardt zunächst zu Brötzingen, dann bis Ende November 2013 stets zu Langenbrand im Kirchenbezirk Neuenbürg. Mit dem Wechsel wurde die politische Gemeindereform auch kirchlich nachvollzogen. Die Kapfenhardter Auferstehungskirche wurde 1961 errichtet. Wolf-Dieter Kohler schuf für den Neubau ein fünfteiliges Buntglasfenster mit dem Thema Einladung zum großen Mahl.

### Kirchengemeinden Würzbach & Oberkollbach/Igelsloch

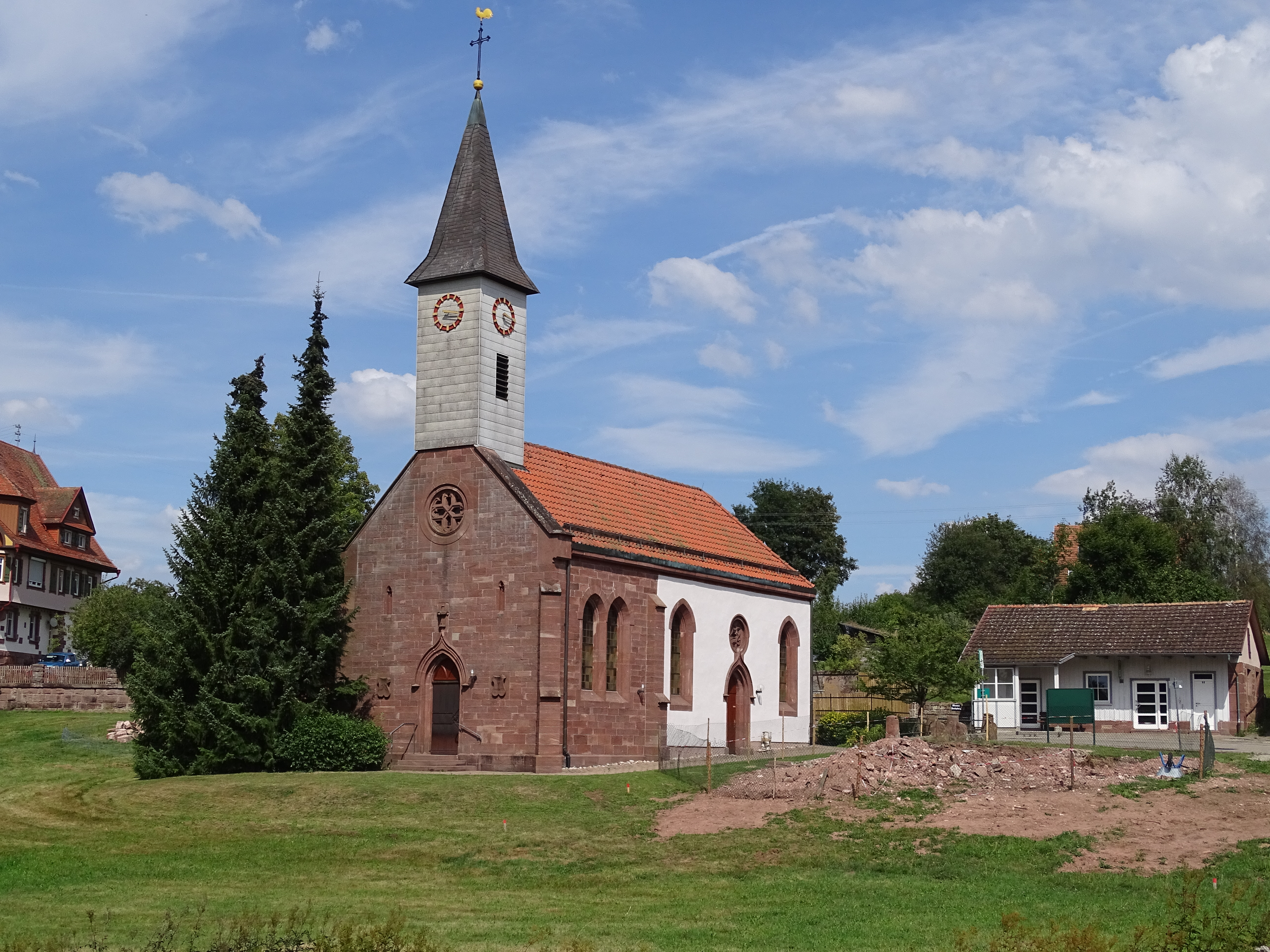
Kirche Würzbach

Die Kirchengemeinde Würzbach umfasst den Ortsteil Würzbach mit dem zugehörigen Weiler Naislach der Gemeinde Oberreichenbach. Kirchlich gehörte Würzbach zunächst zu Kentheim, dann zu Altburg. 1909 wurde eine Pfarrverweserei und 1914 eine selbständige Pfarrei errichtet. Die ursprünglich spätgotische Nikolauskirche Würzbach aus dem Jahre 1411 wurde 1860 erneuert.

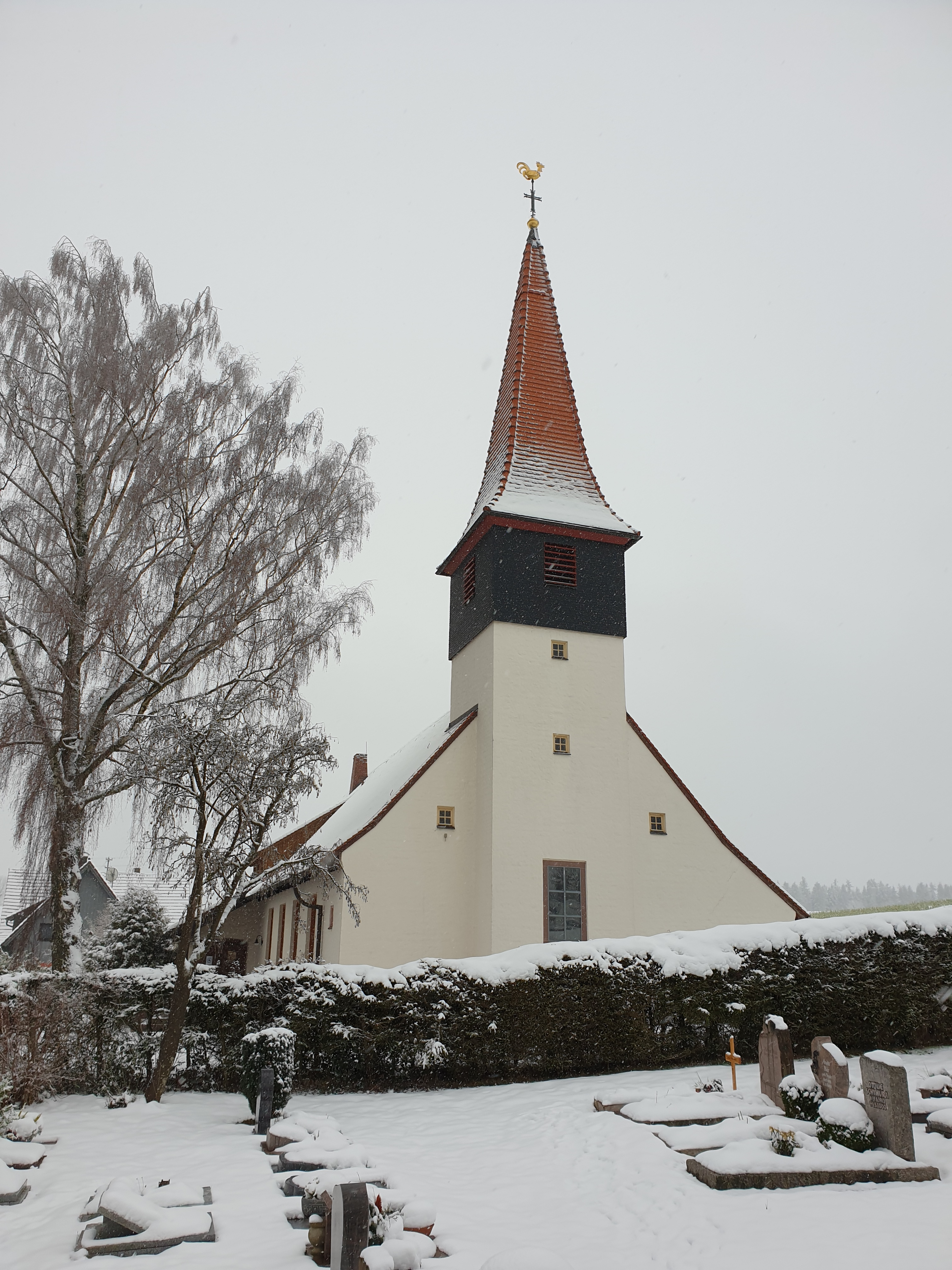
Kirche Oberkollbach

Die Kirchengemeinde Oberkollbach umfasst den Ortsteil Oberkollbach mit Eberspiel und den Ortsteil Igelsloch der Gemeinde Oberreichenbach. Kirchlich gehörte Oberkollbach zunächst zu Calw. 1401 wird eine Filialkirche zu Unserer Lieben Frau erwähnt. Sie war von Altburg abhängig. 1951/52 erhielt Oberkollbach wieder eine eigene Kirche, die Johanniskirche, gebaut von Architekt Hermann Hornbacher. Das Chorfenster mit Lebensstationen Jesu bis zu Kreuzigung und Auferstehung entwarf und fertigte Adolf Valentin Saile. Durch Bekanntmachung des Oberkirchenrats vom 26. Juli 1951 wurde die selbständige Kirchengemeinde Oberkollbach zunächst als Tochtergemeinde von Altburg gebildet.

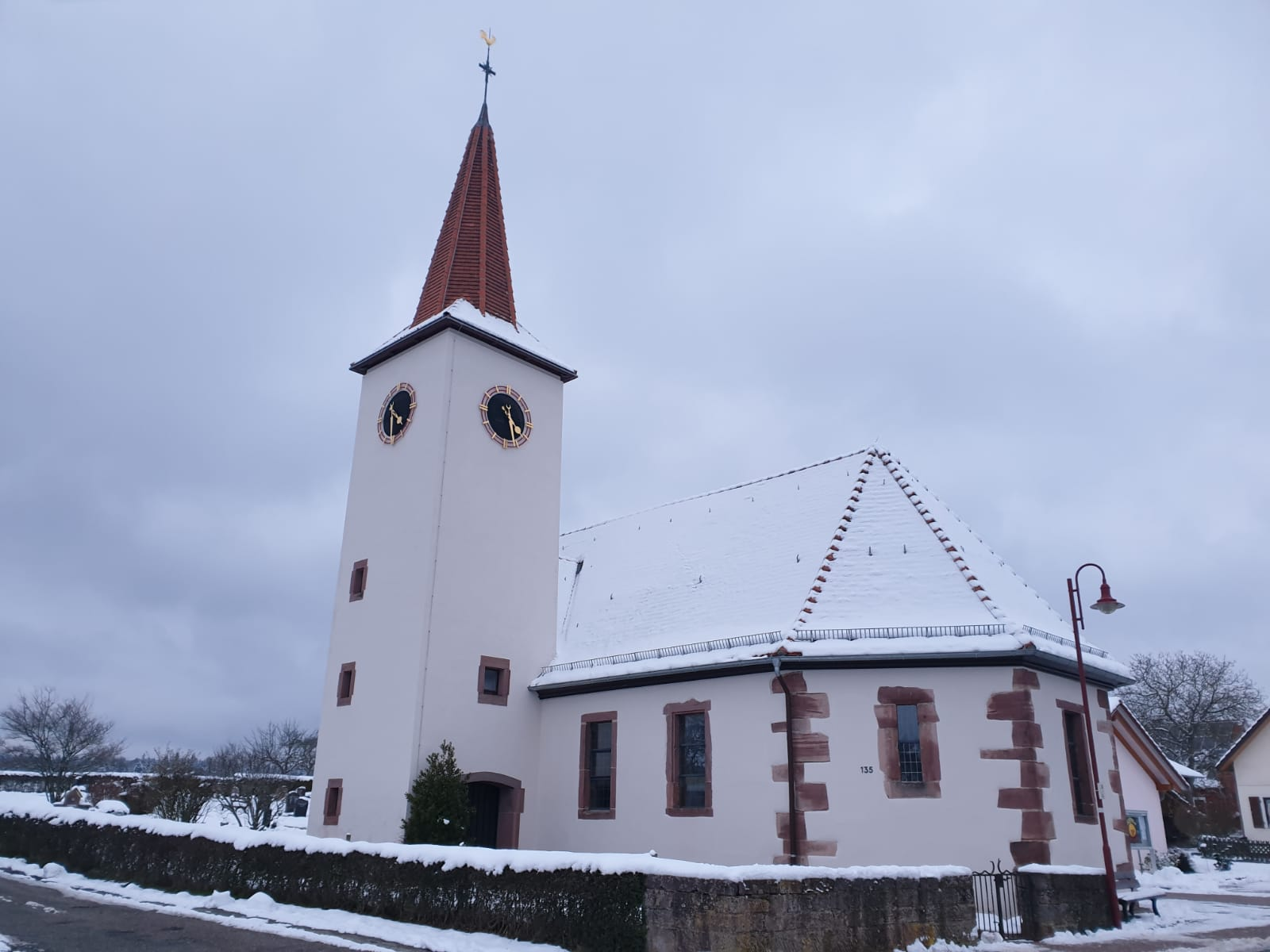
Leonhardskirche Igelsloch

Die Leonhardskirche Igelsloch scheint schon vor dem 13. Jahrhundert ihren Ursprung gehabt zu haben. Sie 1420 erstmals erwähnt und 1954 umgebaut. Dabei erhielt sie ein farbiges Chorfenster vom Stuttgarter Glaskünstler Wolf-Dieter Kohler. 1975 wurde Oberkollbach dann eigene Pfarrei, die auch die Kirchengemeinde Igelsloch betreut. Kirchlich gehörte Igelsloch zunächst zu Bad Liebenzell, dann zu Schömberg (Kirchenbezirk Neuenbürg). Durch Bekanntmachung des Oberkirchenrats vom 2. September 1986 wurde die Kirchengemeinde Igelsloch in den Kirchenbezirk Calw umgegliedert. 1975 wurde Igelsloch der neu gegründeten Pfarrei Oberkollbach zugeordnet, wohin nach einer kurzen Übergangszeit das gemeinsame Pfarramt zum Jahresbeginn 2020 von Würzbach wieder nach Oberkollbach zurückverlegt wurde.

### Kirchengemeinde Zavelstein
Die Kirchengemeinde Zavelstein umfasst die Stadtteile Zavelstein, Rötenbach und Sommenhardt (mit Kentheim) der Stadt Bad Teinach-Zavelstein. Sie wurde mit Wirkung vom 11. November 2007 gebildet, als die bis dahin selbständigen Teilkirchengemeinden Rötenbach, Sommenhardt und Zavelstein aufgelöst und die Gesamtkirchengemeinde Zavelstein, welche aus den drei bisherigen Teilkirchengemeinden gebildet war, in Kirchengemeinde Zavelstein umbenannt wurde. Das Pfarramt Zavelstein betreute bereits vor der Fusion alle drei bisherigen Kirchengemeinden und hat weiterhin drei Predigtstellen (Zavelstein, Rötenbach und Kentheim/Sommenhardt) innerhalb der Kirchengemeinde Zavelstein zu versorgen.
Rötenbach gehörte kirchlich zunächst zur Pfarrei Kentheim (Stadtteil Sommenhardt), später zu Zavelstein. Vermutlich gab es aber schon längere Zeit eine Kirche, die 1765 durch den heutigen Bau ersetzt wurde. 1966 schuf der Künstler Wolf-Dieter Kohler drei Chorfenster mit den Themen Auferstandener mit Jüngern, Ausgießung des Heiligen Geistes und Jüngstes Gericht. 1980 wurde die Kirche renoviert.

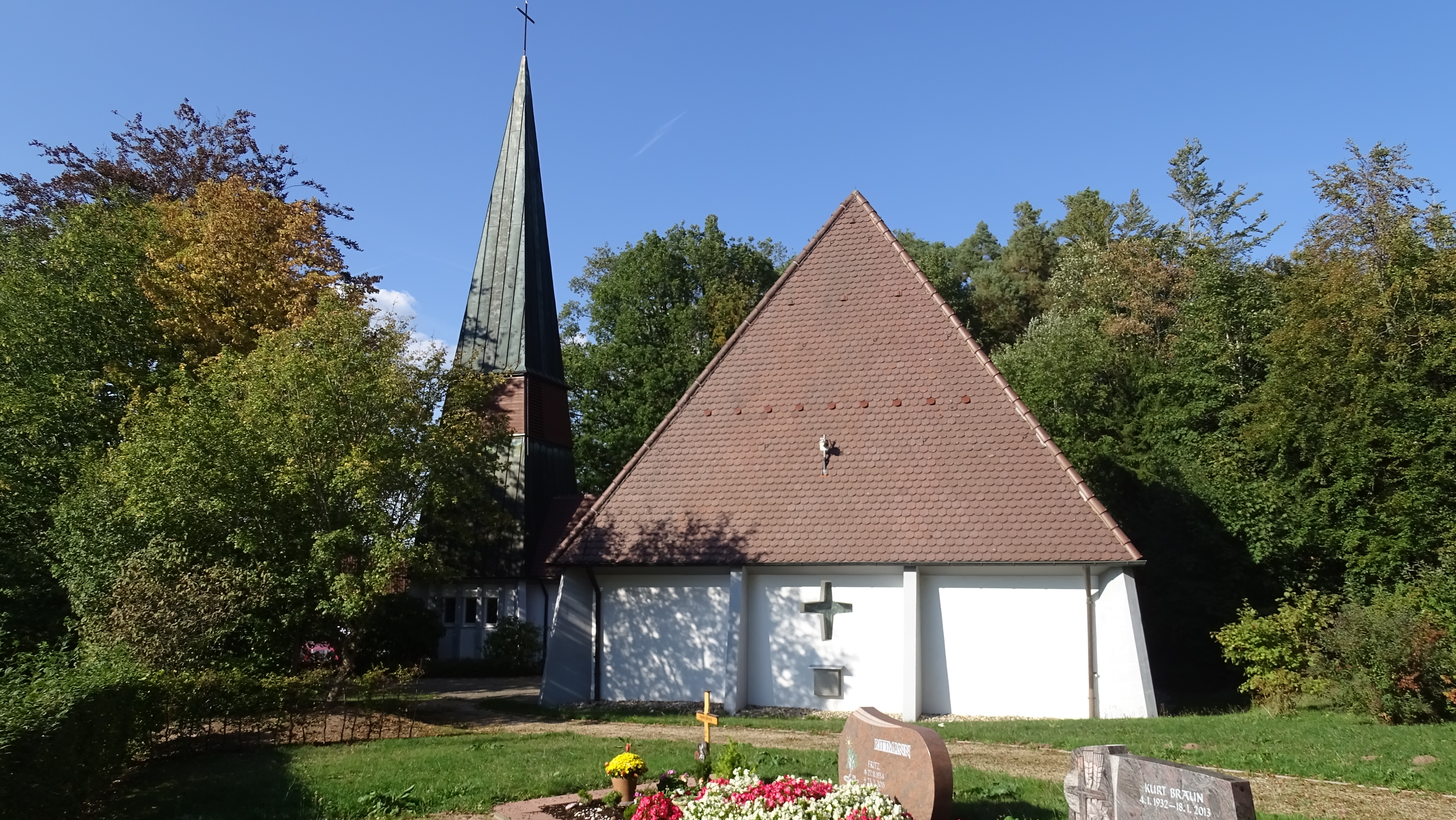
Auferstehungskirche Sommenhardt

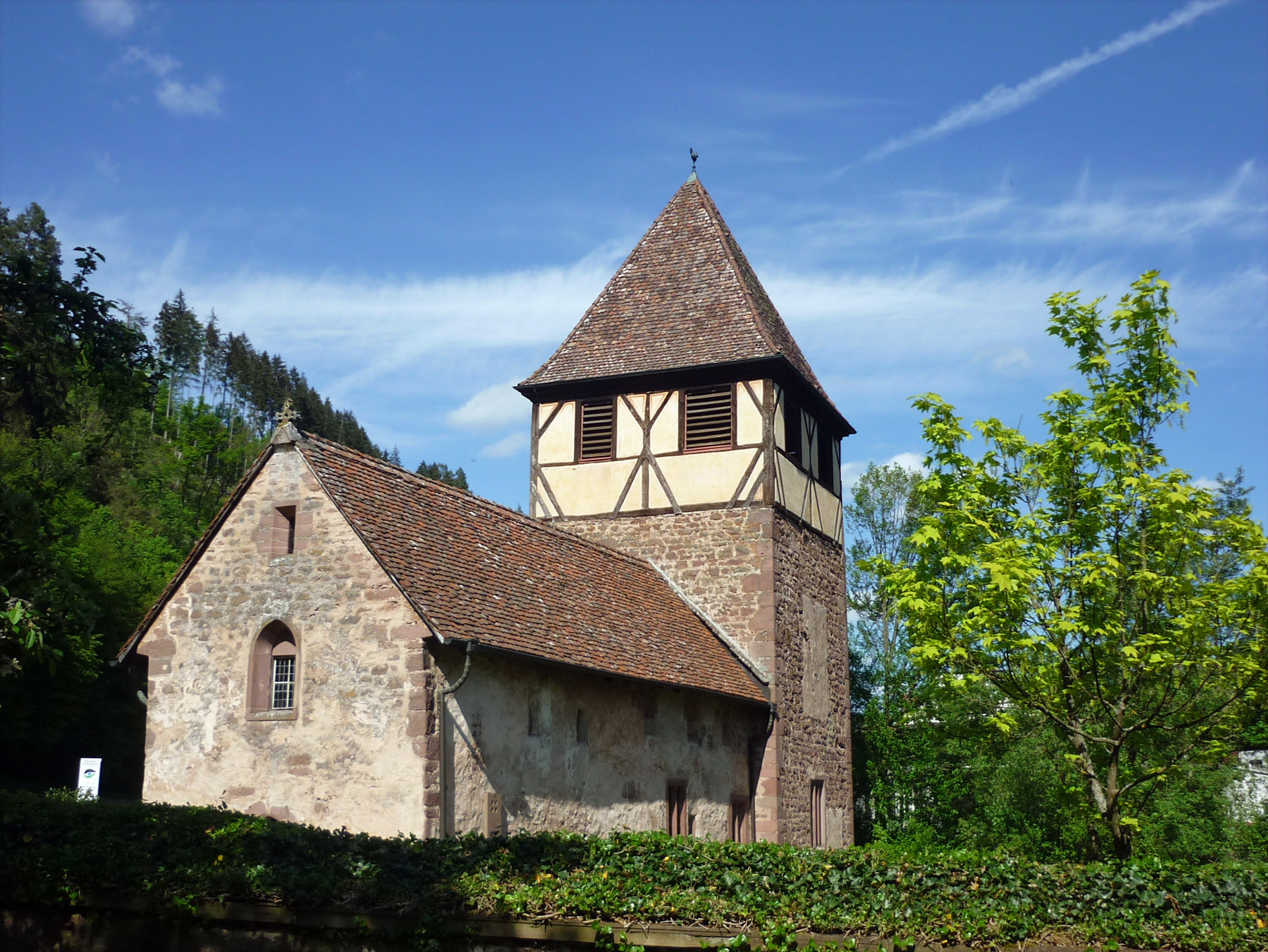
Candiduskirche Kentheim – eine der ältesten Kirchen in der Gegend

Kirchlicher Mittelpunkt des Ortes Sommenhardt war stets die St.-Candidus-Kirche in Kentheim, ein kleiner Weiler außerhalb von Sommenhardt. Die Kirche von 1075 war ursprünglich wohl Filiale von Stammheim und wurde dann Pfarrkirche für das gesamte Nagoldtal. Sie befand sich im Besitz des Klosters Hirsau. Nach der Reformation wurde die Kirche Filiale von Zavelstein. Das Langhaus der romanischen Chorturmanlage wurde später verlängert, der Chorturm durch einen Fachwerkbau erhöht. Im Innern sind 1840 entdeckte Wandmalereien des 14. Jahrhunderts erhalten. Durch Bekanntmachung des Oberkirchenrats vom 17. April 1952 gab es eine kleine Gebietsumgliederung von der Kirchengemeinde Stammheim in die damalige Kirchengemeinde Sommenhardt im Bereich Kentheim. Durch weitere Bekanntmachung vom 26. Februar 1987 wurden kleinere Gebiete der damaligen Kirchengemeinde Sommenhardt der Nachbarkirchengemeinde Bad Teinach zugeordnet. In Sommenhardt wurde von Architekt Georg Olivier aus Neuenbürg im Jahre 1972 die Auferstehungskirche, ein Gebäude in Zeltform mit seitlich vorgelagertem Turm, fertiggestellt. Der Maler Professor Gottfried Ehninger aus Calw gestaltete die Betonglasfenster mit den Themen Auferstehung und Ausgießung des Heiligen Geistes.

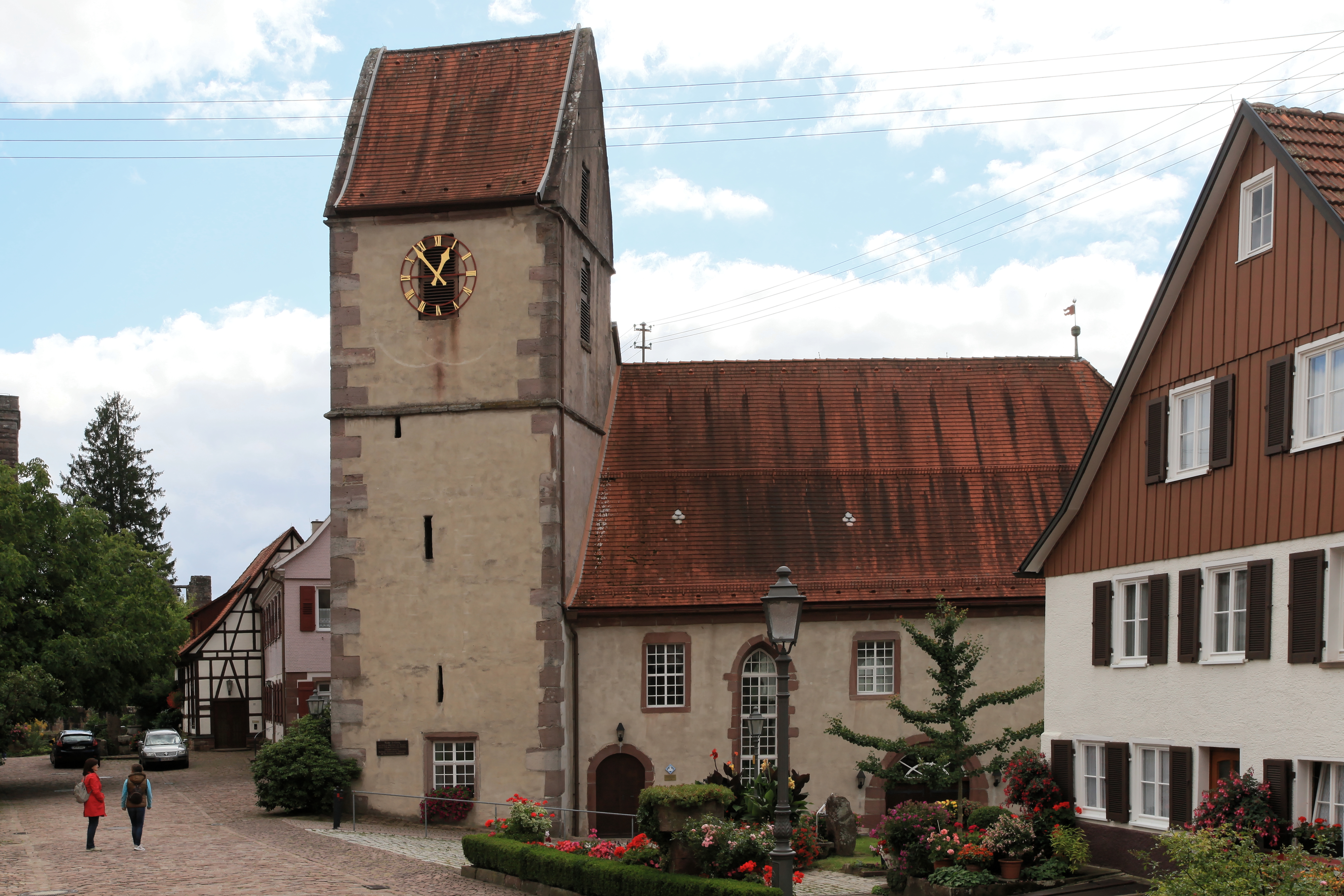
Georgskirche Zavelstein

Zavelstein gehörte kirchlich zunächst zu Kentheim, hatte aber bereits eine Kapelle im Erdgeschoss des Turms der Burg, die 1379 erstmals bezeugt ist. 1491 wird sie St. Georgskirche genannt. 1545 wurde durch den Herzog von Württemberg dort eine Pfarrstelle geschaffen und mit gleichzeitigem Anbau (mit Chor) nach Süden und Westen die erweiterte Kapelle 1578 zur Pfarrkirche erhoben (anstelle von Kentheim). Das Schiff wurde als Querkirche mit West- und Nordempore und Gestühl-Ausrichtung zur Kanzel mitten auf der Südwand errichtet. Grabsteine und Epitaphien der württembergischen Hofjunker und Freiherren Bouwinghausen-Wallmerode, seit 1616 Lehensempfänger und 1620 Käufer des Ritterguts Zavelstein, sind noch vorhanden. Das Westfenster wurde 1996 von Anna-Dorothea Kunz-Saile mit den Themen Kreuzabnahme und Auferstehung Christi sowie Drachenkampf und Martyrium des Hl. Georg, Namenspatron der Kirche, gestaltet. Bis 1956 gehörten auch die Altburger Ortsteile Weltenschwann und Speßhardt zur Kirchengemeinde Zavelstein. Durch Bekanntmachung des Oberkirchenrats vom 12. April 1956 wurde diese Orte jedoch der Kirchengemeinde Altburg zugeordnet.

### Verbundkirchengemeinde Zwerenberg
Die Verbundkirchengemeinde Zwerenberg umfasst die Ortsteile Aichhalden und Oberweiler der Gemeinde Simmersfeld, die Ortsteile Gaugenwald und Zwerenberg der Gemeinde Neuweiler, den Stadtteil Hornberg der Stadt Altensteig und den Stadtteil Martinsmoos der Stadt Neubulach. Sie besteht aus den fünf nachfolgenden Kirchengemeinden Aichhalden, Gaugenwald, Hornberg, Martinsmoos und Zwerenberg. Vor 1907 gehörte der heute kommunal zu Bad Wildbad zugehörige Bergort Aichelberg kirchlich mit zum Kirchspiel Zwerenberg. Die anderen beiden Bergorte Meistern und Hünerberg, samt Rehmühle gehörten vor 1907 zum Kirchspiel Neuweiler. Seit 1907 bilden Aichelberg, Hünerberg, Meistern und Rehmühle eine gemeinsame Kirchengemeinde (siehe bei Aichelberg).

#### Kirchengemeinde Aichhalden

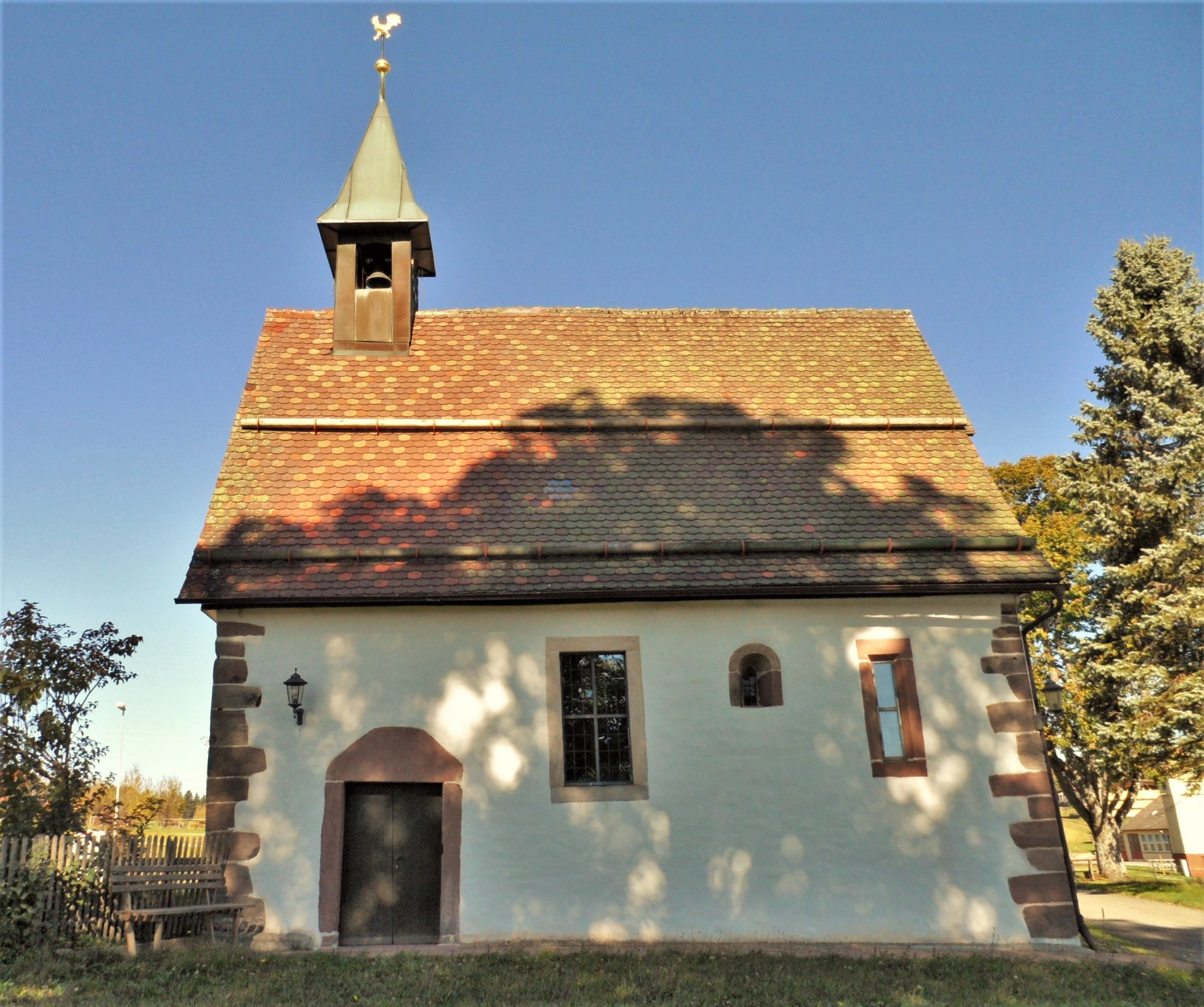
Kirche Gaugenwald

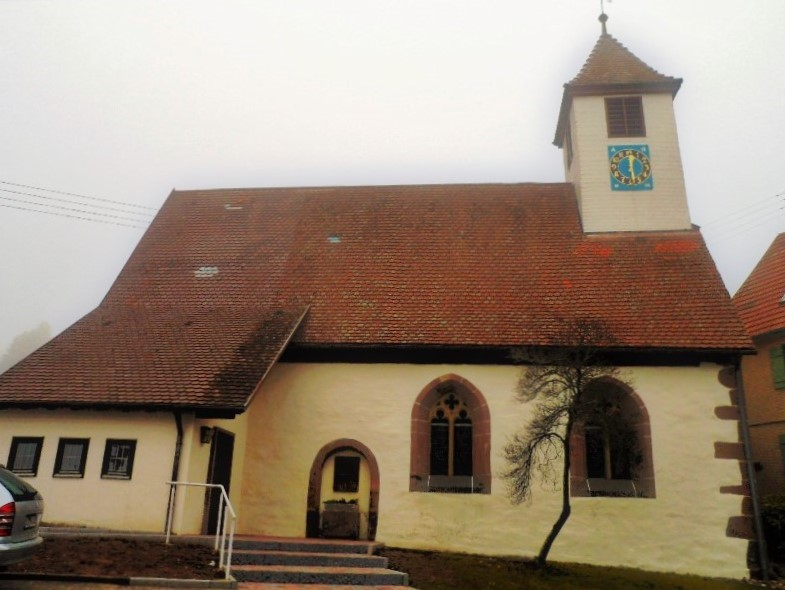
Kirche Hornberg

Die Kirchengemeinde Aichhalden (ca. ) umfasst die Ortsteile Aichhalden und Oberweiler der Gemeinde Simmersfeld. Alle anderen Simmersfelder Ortsteile gehören zum Kirchenbezirk Nagold. Kirchlich gehörte Aichhalden zunächst zu Ebhausen, seit 1489 wird sie vom Pfarramt Zwerenberg betreut. Die kleine und schlichte evangelische Martinskirche scheint seit Jahrhunderten äußerlich wenige Veränderungen erfahren zu haben. Der kräftige dreistöckige Chorturm mit Eckquadern enthält im Chor noch Fresken aus der Bauzeit um 1300. Die Kirche war früher wohl eine Wallfahrtskirche. 1965 schuf der Glaskünstler Wolf-Dieter Kohler das Chorfenster mit Christus in der Mandorla und den Evangelistensymbolen für Matthäus, Markus, Lukas und Johannes.

#### Kirchengemeinde Gaugenwald
Kirchlich gehörte Gaugenwald zunächst zu Ebhausen, 1849 wurde es der Pfarrei Zwerenberg zugeordnet. Die kleinste Dorfkirche Baden-Württembergs, in der regelmäßig ein Gottesdienst stattfindet, wurde 1080 erstmals urkundlich erwähnt. Die einräumige Saalkirche, die sich im Besitz der bürgerlichen Gemeinde befindet, brannte 1688 ab, wurde abgebrochen und durch den heutigen Bau ersetzt. Das Altarfenster mit dem Pfingstmotiv gestaltete auch der Stuttgarter Künstler Wolf-Dieter Kohler 1961 im Rahmen der Kirchenrenovierung.

#### Kirchengemeinde Hornberg
Die Kirchengemeinde Hornberg umfasst den Stadtteil Hornberg der Stadt Altensteig. Die anderen Altensteiger Stadtteile gehören zum Kirchenbezirk Nagold. Eine Kirche zu Unserer Lieben Frau wurde 1368 erstmals erwähnt. Sie gehörte zur Pfarrei Ebhausen, von der sie 1489 abgetrennt wurde. Später kam sie zur Pfarrei Zwerenberg, von der sie bis heute betreut wird. Die Hornberger Kirche wurde bereits 1368 in einer Urkunde des Klosters Reuthin als Kapelle „Unserer lieben Frau“ genannt. Die farbigen Glasfenster schuf ebenfalls Wolf-Dieter Kohler.

#### Kirchengemeinde Martinsmoos

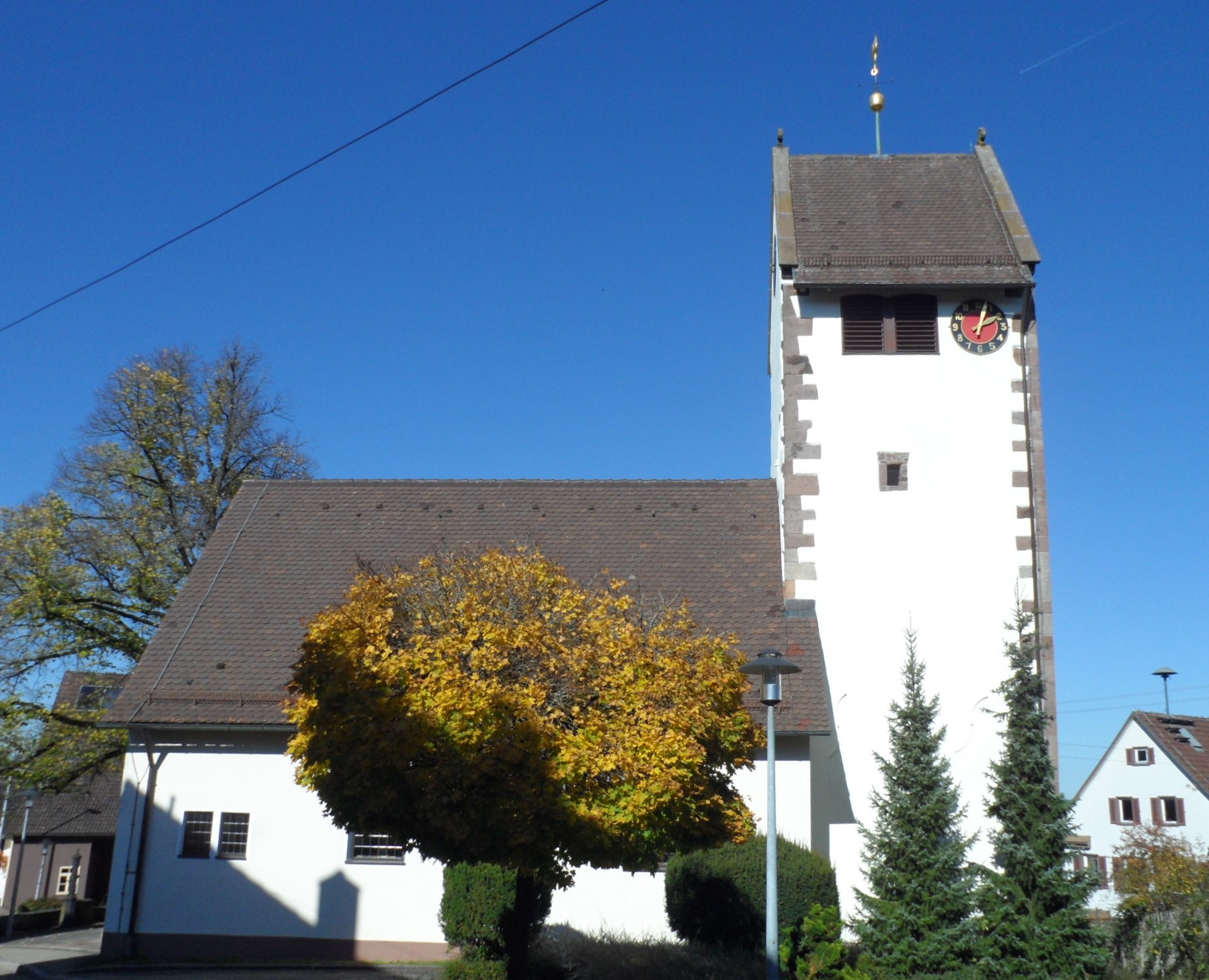
Kirche Martinsmoos

Die Kirchengemeinde Martinsmoos umfasst den Stadtteil Martinsmoos der Stadt Neubulach. Kirchlich gehörte Martinsmoos zunächst zur Pfarrei Ebhausen, ab dem 16. Jahrhundert zur Pfarrei Zwerenberg. Die Kirche in Martinsmoos geht auf eine ursprünglich romanische Kapelle zurück. Am spätromanischen Turm der ursprünglich dem Hl. Konrad geweihten Kirche wurde 1955 ein neues Kirchenschiff angebaut und im Turmchor vom Stuttgarter Glaskünstler Adolf Valentin Saile das Chorfenster mit Ausschnitten aus der Passions- und Ostergeschichte gestaltet. Das Kruzifix ist wahrscheinlich eine Schnitzarbeit aus der Zeit um 1500.

#### Kirchengemeinde Zwerenberg
Die Kirchengemeinde Zwerenberg (ca. ) umfasst den Ortsteil Zwerenberg der Gemeinde Neuweiler. Kirchlich gehörte Zwerenberg zunächst zu Ebhausen. Seit romanischer Zeit gab es eine eigene Filialkirche. 1489 wurde Zwerenberg selbständige Pfarrei. Der Chorturm der heutigen Kirche stammt in Teilen noch aus dem 12. und 13. Jahrhundert. Die Neubaupläne 1840 vom Calwer Bauinspektor Fischer wurden vom württembergischen Hofbaumeister Gottlob Georg Barth nach dem „Normalplan für vom Staat errichtete Kirchen“ überarbeitet und 1847 im Kameralamtsstil verwirklicht. Die ursprüngliche Kanzelaltarwand wurde nach dem Umbau 1955–1959 frei für das große Wandgemälde von Wolf-Dieter Kohler: In der Mitte das Motiv des Gnadenstuhls (Gottes Hand bietet der Welt das Opfer des Gekreuzigten dar, und die Taube des heiligen Geistes bezeugt die göttliche Sendung Christi). Engelchöre umschweben anbetend die am Kreuz geoffenbarte Gottesliebe. Von unten her erhält das Kreuz Christi Sinn und Deutung für die Geschichte der verlorenen Menschheit. Links ist Versuchung und Fall und damit der Ursprung von Sünde und Tod dargestellt. Im Gegensatz zum Baum der Erkenntnis mit seiner Unheilsfrucht wird das Kreuz Christi als Baum des Lebens gedeutet, und ein Strom lebendigen Wassers fließt von dort dem heilsdurstigen Menschen entgegen. Rechts gegenüber ist Christus mit der Siegesfahne dargestellt, wie er dem Tod die Macht nimmt und wie Michael gegen den Drachen kämpft.

## Archivquellen
- Bestand: Visitationsberichte.   Landeskirchliches Archiv Stuttgart. 1581–1822.   Signatur: A 1.
- Bestand: Kirchenvisitationsakten.   Hauptstaatsarchiv Stuttgart. ca. 1601–1840.   Signatur: A 281.
- Bestand: Ortsakten [mit Digitalisaten der Pfarrbeschreibungen und Pfarrberichte (darin u. a.: Chronik, Filialverhältnisse)].   Landeskirchliches Archiv Stuttgart. ca. 1550–1923.   Signatur: A 29.
- Bestand: Ortsakten [mit Digitalisaten der Pfarrberichte (darin u. a.: Filialverhältnisse)].   Landeskirchliches Archiv Stuttgart. ca. 1924–1966.   Signatur: A 129.
- Bestand: Ortsakten [mit Visitationsberichten].   Landeskirchliches Archiv Stuttgart. ca. 1967–1989.   Signatur: A 229.
- Archivgut: Dekanatsarchive.   Landeskirchliches Archiv Stuttgart.   Signatur: F-Bestände.
- Archivgut: Pfarrarchive.   Landeskirchliches Archiv Stuttgart.   Signatur: G-Bestände.